# Collégiale Saint-Martin de Candes
Pour les articles homonymes, voir Collégiale Saint-Martin.
Vous lisez un « article de qualité » labellisé en 2017.
La collégiale Saint-Martin de Candes est une ancienne collégiale située à Candes-Saint-Martin dans l'ouest du département français d'Indre-et-Loire, en région Centre-Val de Loire.
Une première église, vouée à saint Maurice, est édifiée par saint Martin dans l'une des premières paroisses tourangelles rurales qu'il a fondées et où il meurt en 397. Elle devient par la suite une église de pèlerinage, même en l'absence de reliques du saint. En 1050, l'église de Candes est mentionnée comme « collégiale » et son chapitre compte douze chanoines.
La vieille église Saint-Maurice étant ruinée, l'actuelle église Saint-Martin de Candes est construite entre 1175 et le milieu du XIIIe siècle. Le chantier s'étale sur plusieurs décennies, durée somme toute modeste au regard de l'importance de l'édifice dont l'architecture est largement inspirée du style gothique de l'Ouest. Elle est caractérisée par un très riche décor sculpté qui orne son transept et sa nef mais, surtout, par un porche monumental ouvert sur le flanc nord de cette dernière. L'adjonction, au XVe siècle après la Guerre de Cent Ans, de dispositifs faisant de cette collégiale l'une des rares églises fortifiées de Touraine, renforce sa singularité. Ceci ne l'empêche pas toutefois de subir de graves dommages pendant les guerres de Religion (en 1562 et 1568). Deux séismes, causant d'importants dégâts à un peu plus d'un siècle d'intervalle (1711 et 1840), imposent des campagnes de réparation et de reconstruction de grande ampleur mais les travaux de restauration engagés dans la seconde moitié du XIXe siècle sont très sévèrement critiqués : certains historiens ont même parlé de « vandalisme ». Elle reste toutefois considérée comme « le deuxième plus bel édifice religieux d'Indre-et-Loire après la cathédrale Saint-Gatien de Tours ». Depuis la Révolution française, Saint-Martin de Candes a perdu son statut de collégiale, même si cette dénomination perdure dans le langage courant ; elle demeure une église paroissiale.
L'étude de cet édifice, de la chronologie de sa construction, de son architecture et de l'interprétation de son décor, particulièrement complexe, est toujours en cours au début du XXIe siècle : les sources écrites sur lesquelles s'appuyer sont rares et les étapes de son édification, imbriquées dans l'espace comme dans le temps, sont difficiles à interpréter. La collégiale, qui reçoit la visite de Prosper Mérimée en 1836, est classée au titre des monuments historiques par la liste de 1840. Plusieurs éléments de son mobilier (maître autel et son tabernacle, statues, tableaux, cloche) sont également protégés.

## Localisation

Candes au XIIIe siècle, sur fond de voirie moderne.

Candes-Saint-Martin, à la limite des civitates romaines des Turons, des Andécaves et des Pictons, est l'une des premières paroisses rurales fondées par l'évêque Martin de Tours dans le dernier quart du IVe siècle. Cet emplacement stratégique a sans aucun doute pesé dans la décision de Martin de construire une église sur ce site habité dès le Haut-Empire.
Le village lui-même est bâti sur la rive gauche de la Vienne puis de la Loire, au niveau du confluent des deux cours d'eau. Il bénéficie également de la proximité d'une route longeant la Loire. Cet itinéraire est probablement antique puisqu'il est mentionné sur la table de Peutinger et Candes est une des localisations possibles de Robrica, station mentionnée sur cette carte mais dont l'emplacement exact n'est pas attesté. La portion de Tours à Candes a pu connaître un regain d'intérêt lorsque les pèlerinages martiniens se sont mis en place sous l'impulsion de l'évêque de Tours Perpetuus dans le dernier quart du Ve siècle. Une autre voie, longeant la Vienne, arrivait également à Candes ainsi qu'une troisième, remontant de Loudun vers le nord. Une partie des habitations est construite au nord, en contrebas, entre la route et la rive ; l'autre partie est édifiée au sud de la route, sur une série de terrasses naturelles à flanc de coteau. La collégiale, installée sur la première de ces terrasses aménagées à cet effet, surplombe la route de quelques mètres. Pour tenir compte des contraintes de relief, elle n'est pas orientée rigoureusement est-ouest puisque son chœur pointe vers le sud-est, parallèlement aux courbes de niveau du coteau. Au Moyen Âge, elle occupe sensiblement le centre de l'espace clos par l'enceinte défensive de la ville.

## Historique

### Avant la collégiale

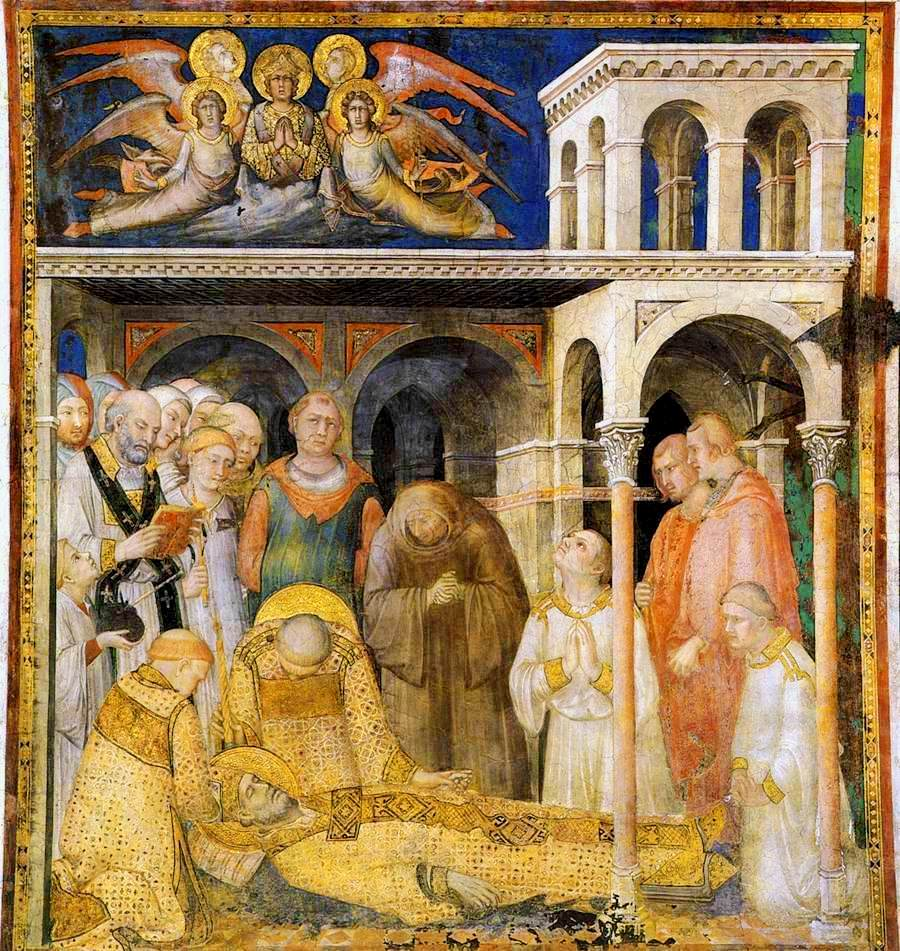
La mort de saint Martin. Fresque de la crypte de la chapelle Saint-Martin à Assise, v. 1325.

En déplacement à Candes où il est venu régler un différend entre des religieux de son diocèse, saint Martin, affaibli par l'âge — il a alors 81 ans —, meurt le 8 novembre 397. Sa maison mortuaire, lieu de pèlerinage dès le Ve siècle, subsiste semble-t-il jusqu'au XIIe siècle, et l'église, qu'il a dédiée à saint Maurice et dans laquelle les pèlerins viennent célébrer son culte, existe encore à la même époque ; son emplacement exact n'est pas connu mais il est probable qu'elle se situait au sud de la collégiale Saint-Martin. Jusqu'au milieu du IXe siècle, l'église est desservie par les moines d'un prieuré également fondé par Martin. Ce n'est qu'ensuite qu'ils sont remplacés par un collège de douze chanoines attesté vers 1050 et que l'église Saint-Maurice est élevée au rang de collégiale.
Cette modification de statut semble imposée par l'interdiction faite aux clercs réguliers d'être en contact quasi permanent avec le public de plus en plus nombreux accueilli dans l'église. Cette église et la maison mortuaire de Martin tombent toutefois en ruine au XIIe siècle ; elles sont démolies ou tout au moins abandonnées en 1175. La construction d'une nouvelle église collégiale dédiée à saint Martin est donc impérative ; elle est en cours lorsque le moine Guibert-Martin de Gembloux vient en visite à Candes à partir du 25 avril 1181, ainsi qu'il l'écrit à l'archevêque de Cologne Philippe de Heinsberg.
En dehors de ces obligations d'ordre canonique ou matériel, il est possible que la construction de la collégiale soit liée à des luttes d'influence religieuse. L'archevêque de Tours Barthélemy de Vendôme, qui exerce sa charge depuis 1174, constate que les sites martiniens de Tours sont peu à peu passés sous le contrôle des chapitres de Saint-Martin pour la basilique sépulcrale et de Marmoutier pour la fondation abbatiale. Il a pu souhaiter, par cette construction monumentale, affirmer son autorité sur le troisième site du diocèse étroitement lié à saint Martin.

### Construction:XIIeetXIIIesiècles
Assez couramment invoquée jusqu'au milieu du XXe siècle, l'hypothèse d'une construction de la collégiale en deux étapes bien différenciées, chœur et transept tout d'abord puis nef avec son porche dans un second temps, semble devoir être abandonnée, la chronologie de l'édifice s'avérant plus complexe. Des reprises importantes dans des parties déjà édifiées ont lieu en même temps que d'autres sont construites. La construction ne s'étale cependant que sur quelques décennies, ce qui est peu au regard de l'importance du chantier.

#### Chœur et transept

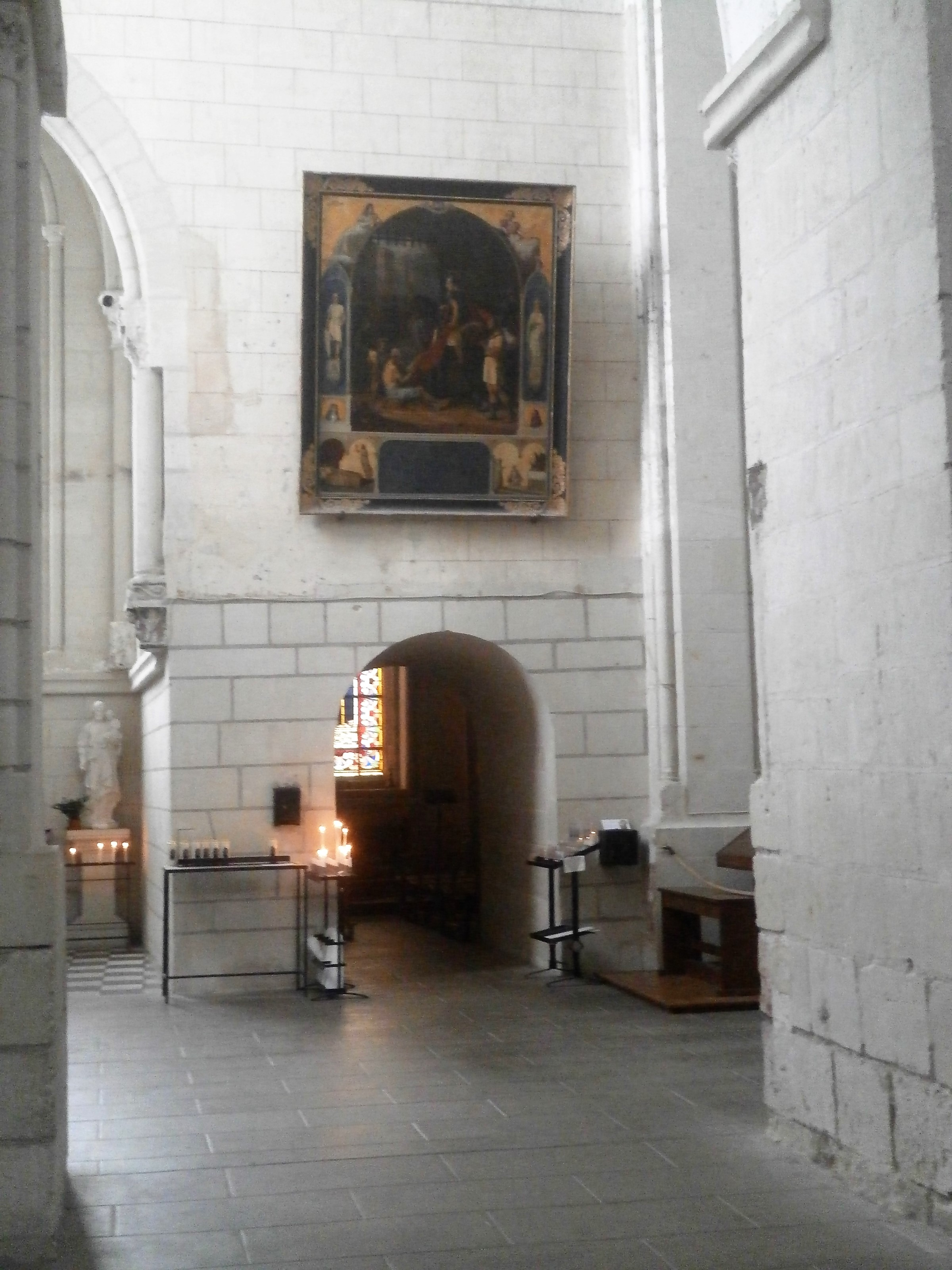
Entrée de la chapelle Saint-Martin.

Les travaux commencent par le chœur. Il est possible que la chapelle de l'absidiole nord de ce chœur, dite « chapelle Saint-Martin », réputée construite à l'emplacement de la maison mortuaire de Martin, ait été édifiée en premier en reprenant les structures d'un bâtiment plus ancien dont la datation, la nature et la fonction ne peuvent être attestées, peut-être une église. Le massif dans lequel est percé le couloir d'accès à la chapelle représenterait les soubassements du clocher mais cette proposition ne fait pas l'unanimité. Ce massif comporte en outre une cave en sous-sol et un étage, ce qui renforce l'incertitude sur sa fonction première.
Suivent la construction de l'abside principale et de l'absidiole sud du chœur, puis de la chapelle méridionale qui fait office de sacristie à l'époque moderne, le tout dans le dernier quart du XIIe siècle. Le décor du chœur, rappelant le style gothique de l'Ouest, confirme la période de construction de cet ensemble. L'édification se poursuit avec la chapelle septentrionale, dite chapelle de la Vierge, attenante au nord à la chapelle Saint-Martin et le transept avec ses sculptures au cours du premier quart du XIIIe siècle. Pour autant, les remaniements et les reprises, notamment au niveau des absidioles du chœur, sont nombreux et, intervenant jusqu'au XVIIIe siècle, rendent plus complexe la compréhension de la chronologie de cette partie de l'église. C'est ainsi que le transept est surélevé pour recevoir les hautes voûtes de la nef.
Il semble que, dans l'urgence, des offices soient célébrés dans la collégiale sitôt le chœur et le transept construits et bien avant l'achèvement de la nef ; cette précipitation confirmerait l'état de délabrement de l'église Saint-Maurice que la nouvelle collégiale avait pour vocation de remplacer.

#### Nef

Proposition de plan initial de la collégiale.

Lorsque le chœur et le transept sont bâtis, le projet de construction connaît une modification décisive car un nouvel architecte intervient et le plan qu'il retient n'est pas celui envisagé à l'origine. La nef prévue devait être de même hauteur que le transept, moins haute que celle construite et qui a donc nécessité le remaniement du transept. Sa largeur était également différente, avec les collatéraux moins larges que le vaisseau principal, ce qui explique les irrégularités au niveau du raccord entre la nef et le transept comme le biais du mur gouttereau sud, ou le nécessaire rattrapage dans l'alignement des piliers du côté nord. Dans l'étude qu'il consacre en 1988 à l'ornementation du porche de Candes, E.-R. Gish suggère un plan de la collégiale dans sa forme initialement prévue. Selon lui, l'édifice comporterait une nef à collatéraux simples plus étroits que le vaisseau central dont le nombre de travées n'est pas défini, un transept puis un chœur d'une travée flanquée de deux chapelles ; chaque partie du chœur se terminerait au sud-est par une abside ; la largeur du chœur et de ses chapelles serait la même que celle de la nef et de ses collatéraux. Cette proposition n'est qu'une hypothèse de travail reposant sur l'examen des caractéristiques architecturales, aucun plan du projet de la collégiale initiale ne semblant exister.
L'architecture de cette partie de l'édifice, telle qu'elle est en définitive retenue, paraît être fortement inspirée de la cathédrale Saint-Pierre de Poitiers (nef à trois vaisseaux d'égale largeur), alors que la modénature rappelle le chœur de la cathédrale Saint-Julien du Mans. La comparaison avec ces deux monuments de référence dont la chronologie de construction semble attestée rend plausible une édification de la nef de Candes dans le second quart du XIIIe siècle,.

#### Porche nord
Même si elle n'est pas formellement établie, la très probable vocation d'église de pèlerinage de Saint-Martin de Candes est renforcée par l'ouverture du porche nord, avec un accès direct sur un chemin hérité d'une voie antique qui longe la Vienne et la Loire. L'unité globale de style entre la nef et le porche nord suggère que ce dernier a été bâti dans la continuité, probablement sous les ordres du même architecte mais avec des équipes d'ouvriers différentes, un peu avant 1250. Toutefois, ce porche ne semble pas avoir été prévu lors de la construction de la nef, qui ne s'est pas déroulée de manière régulière du transept vers la façade. Les deux premières travées de la nef sont construites à partir du transept, puis l'édification de la nef est momentanément interrompue pour permettre la construction du porche, plaqué sur des maçonneries déjà existantes (il masque partiellement l'embrasure d'une des baies de la seconde travée de la nef et, côté sud, une lézarde dans la maçonnerie souligne la séparation des deux phases) modifiées pour le recevoir. La nef est ensuite édifiée jusqu'à la façade ouest La réalisation de son décor intervient quelques années plus tard ; il reste toutefois inachevé pour des raisons inconnues (peut-être d'ordre financier),.

Porche nord.
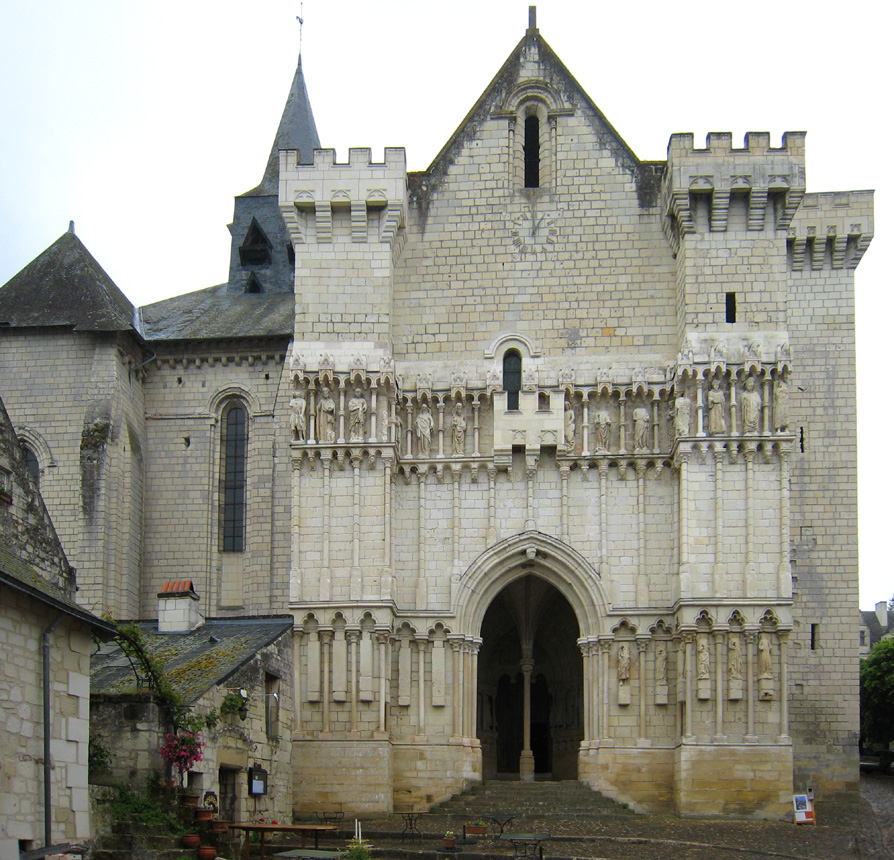
Vue générale du porche nord.
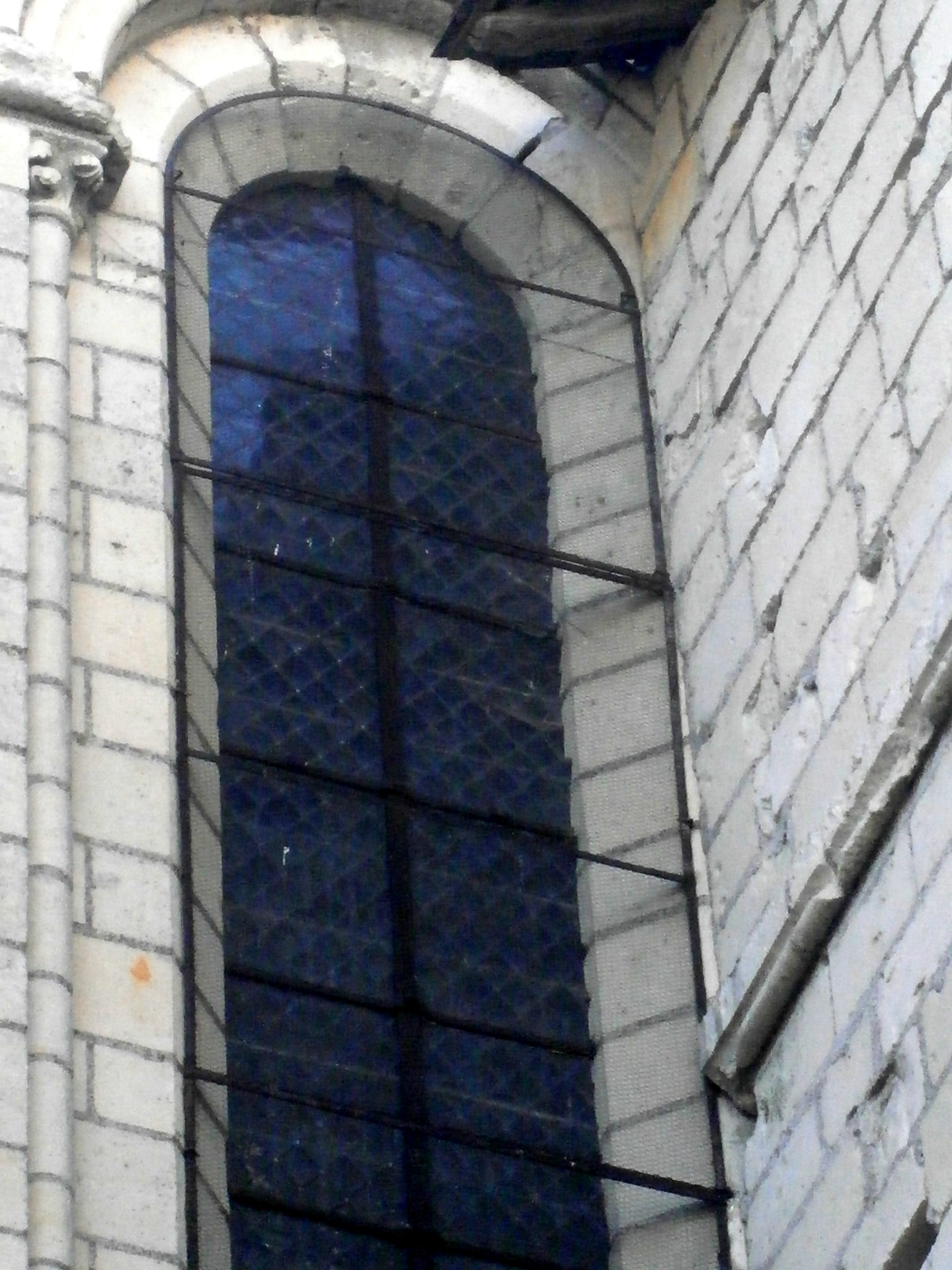
Jonction de la nef et du porche[Note 4].
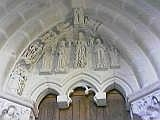
Décor inachevé du tympan de la porte intérieure.

### Fortification:XVesiècle
C'est probablement pour répondre à l'insécurité liée à la guerre de Cent Ans que l'église est en partie fortifiée au XVe siècle. La limite entre les territoires contrôlés par les Français et par les Anglais, mouvante, passe non loin de Candes dans la première partie du XVe siècle, ce qui suggère une mise en fortification de la collégiale à cette époque. Les deux tours qui flanquent la façade et les deux autres, aux angles du porche nord, voient leurs sommets repris et couronnés par des mâchicoulis et un crénelage ; ces quatre tours fortifiées sont reliées par un chemin de ronde qui escalade les pentes du toit. Une bretèche est construite sur la façade du porche nord et des chambres de guet sont aménagées dans la partie supérieure des absidioles, surélevées pour l'occasion. Il faut ajouter à ces aménagements la condamnation partielle des baies de la collégiale. Il est possible que la collégiale soit alors conçue comme un fortin pouvant servir de refuge à la population de Candes en cas d'attaque ; elle devient ainsi l'une des rares églises fortifiées de Touraine, au même titre que l'église Notre-Dame de La Roche-Posay,.

Dispositifs de fortification.
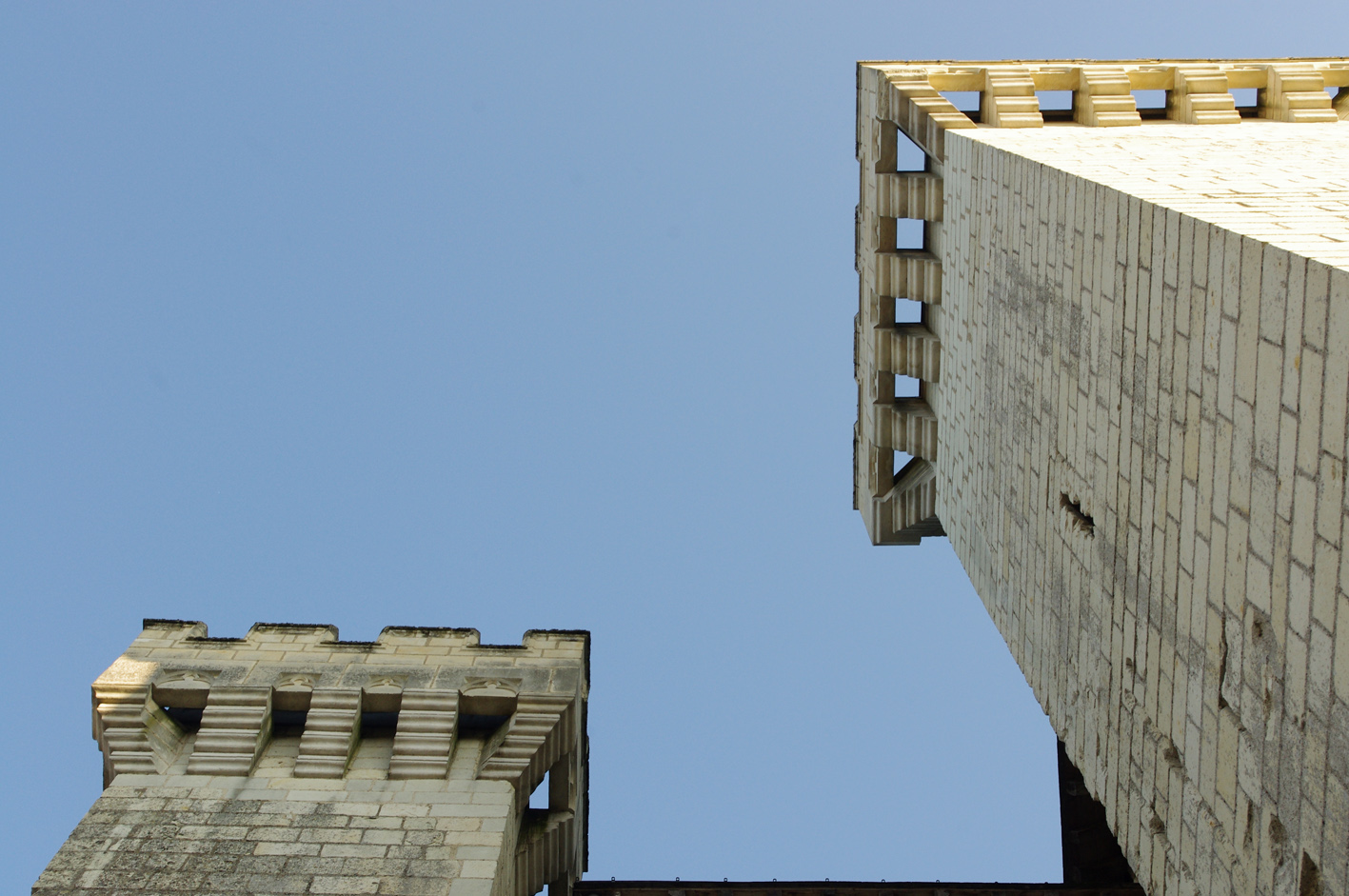
Tours fortifiées.
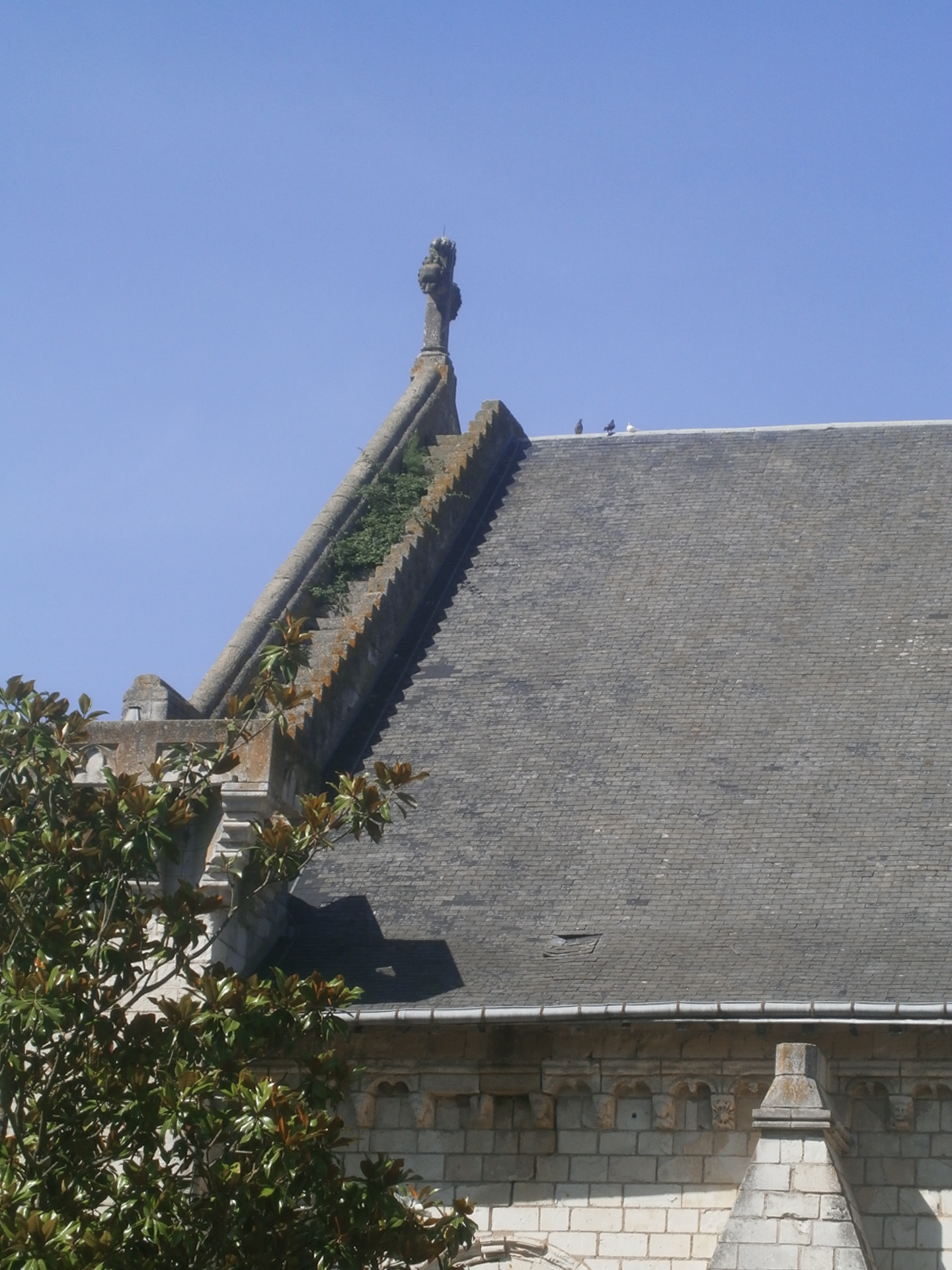
Escaliers extérieurs de toiture.
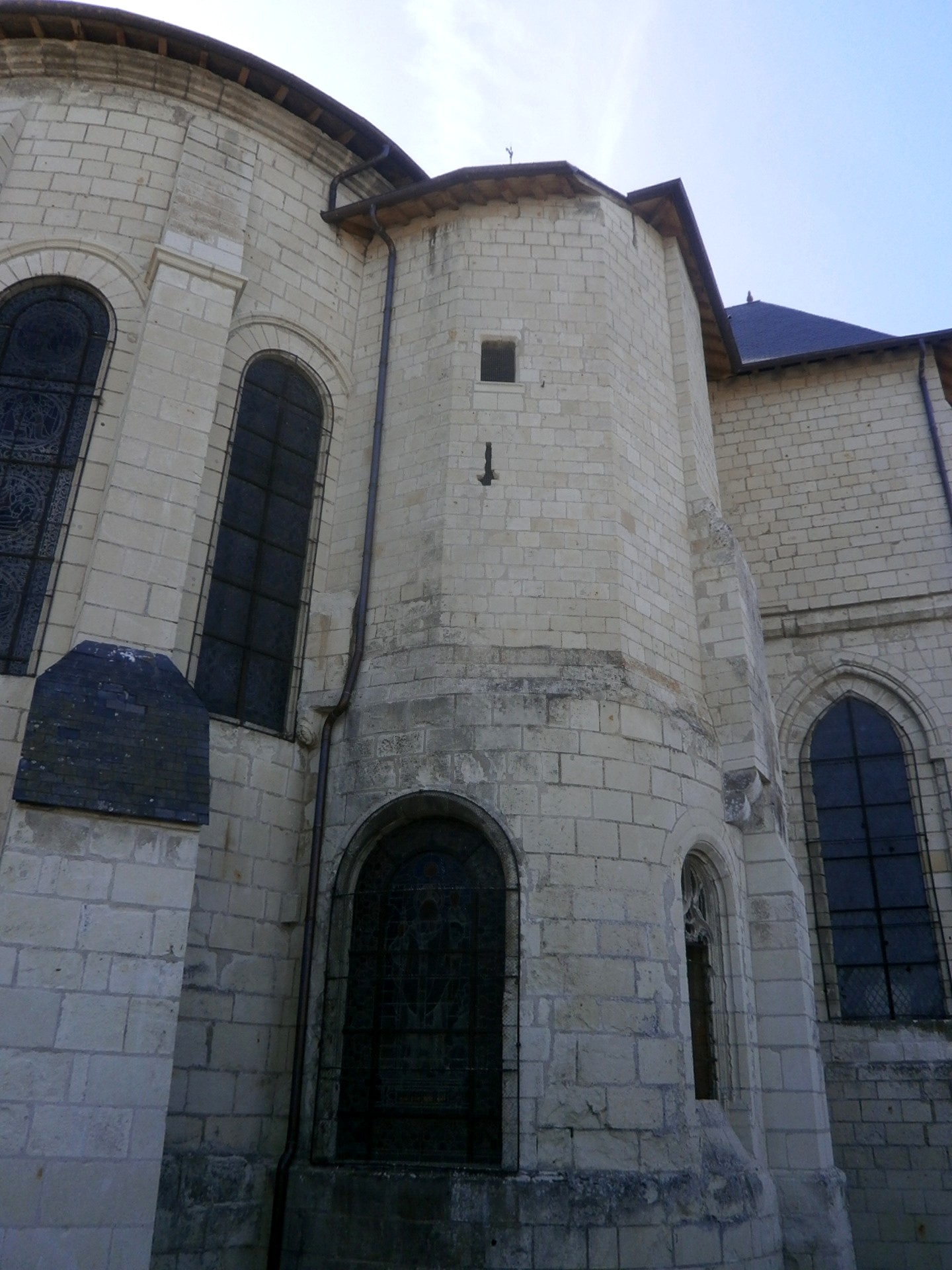
Chambre de guet.
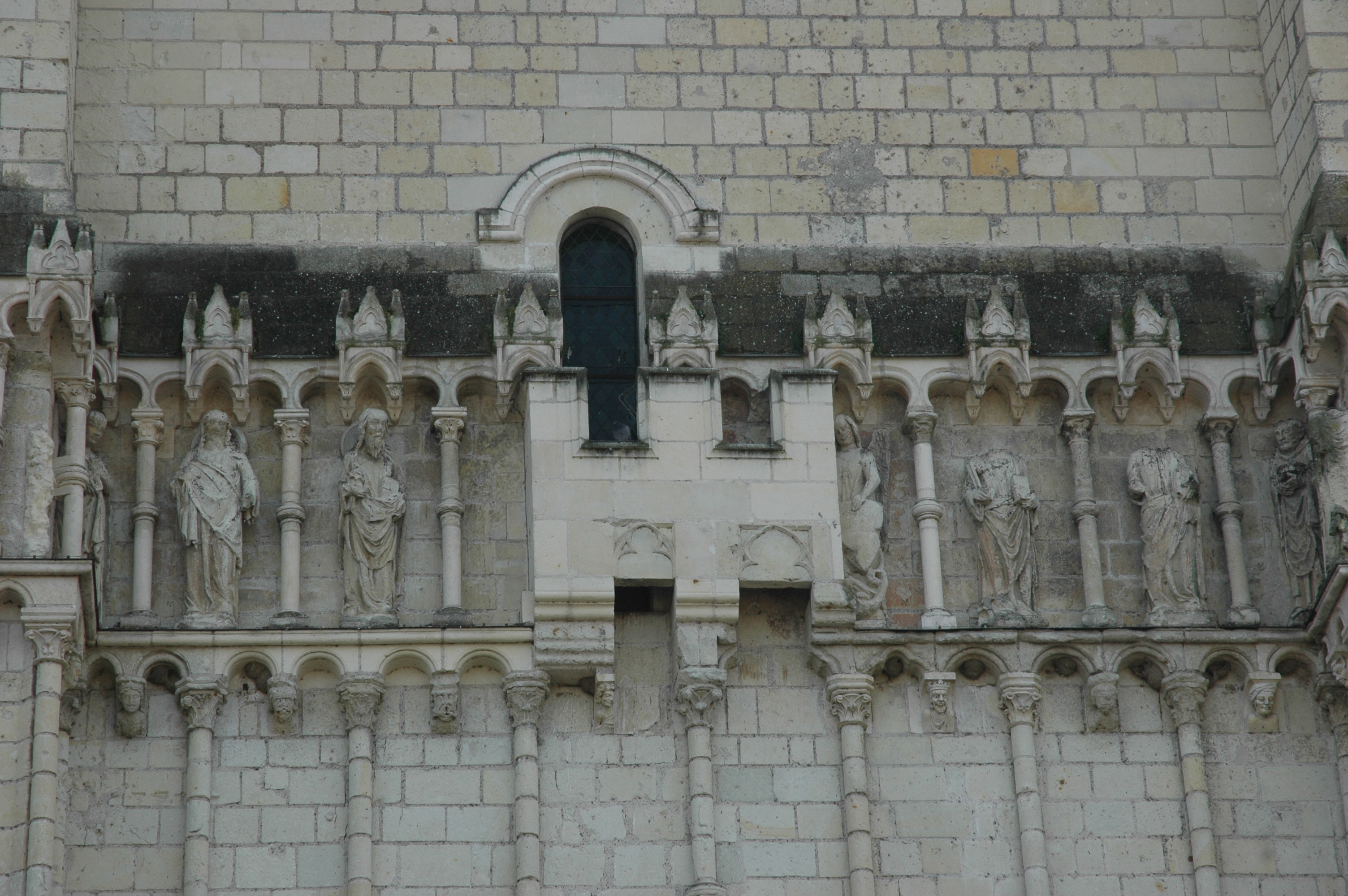
Bretèche.
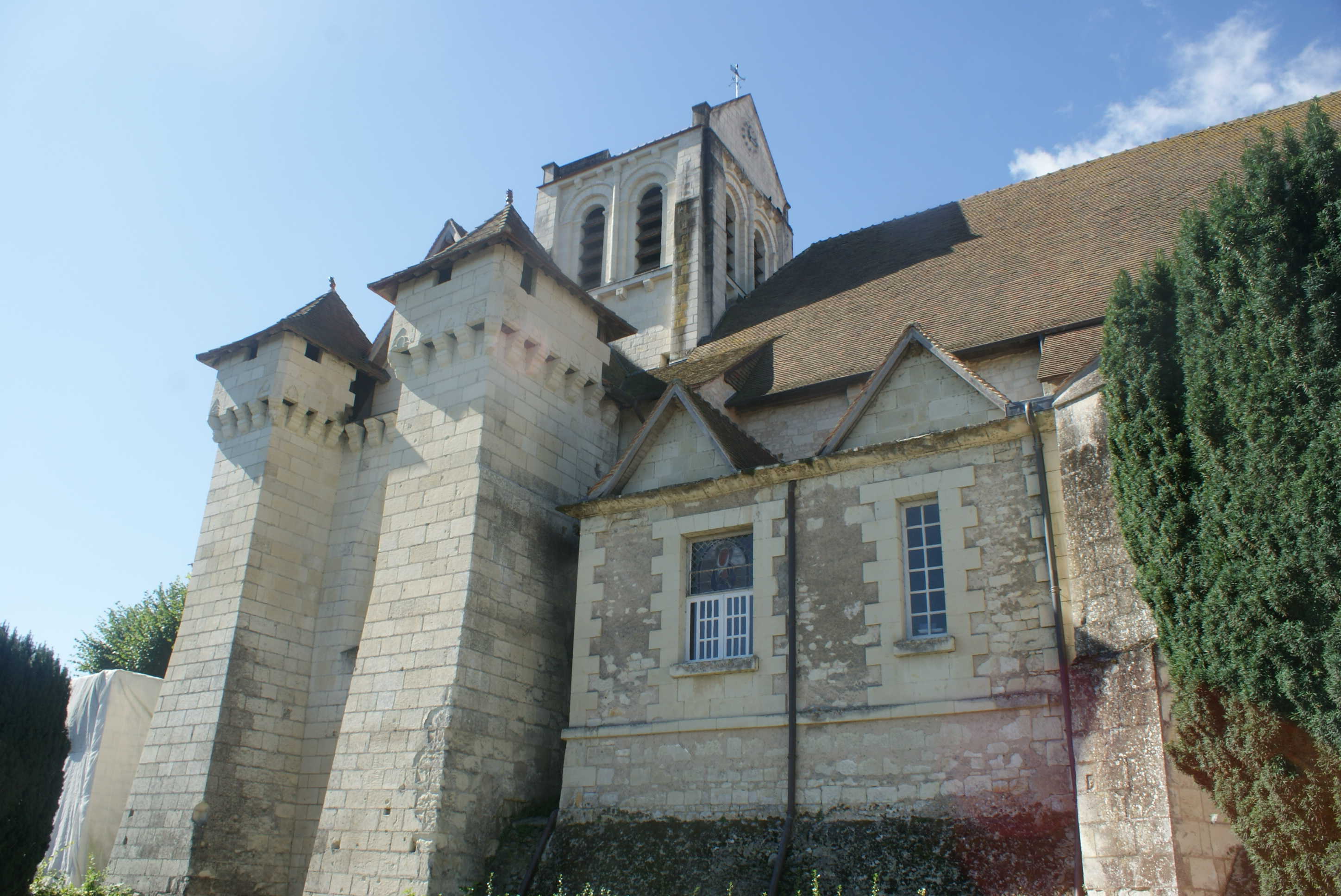
Église Notre-Dame de la Roche-Posay.

C'est également au cours du XVe siècle que Mgr Jean Bernard, archevêque de Tours entre 1441 et 1466, passe commande au peintre Jean Fouquet d'un retable pour la collégiale. Aucune source ne permet de savoir si le retable a été livré et a depuis disparu, ou si la commande n'a en définitive pas été honorée.
Malgré la fortification de l'église, les troupes de Gabriel Ier de Montgommery détruisent certains objets dont un buste en cire de Louis XI, don du roi lui-même, et mutilent les statues du porche en 1562, dès le début des guerres de Religion. Elles incendient le chartrier de la collégiale . La destruction de ces documents est à l'origine d'une connaissance imparfaite de l'histoire médiévale de Candes et de la collégiale, pour laquelle ne subsistent plus que deux textes antérieurs au XIXe siècle et qui mentionnent son histoire, L'église est à nouveau pillée en 1568 et les dommages sont probablement plus importants qu'en 1562.

### Modifications ultérieures

#### XVIIIesiècle
| - Plaque de 1715. - Clé de voûte du transept. |

Le 6 octobre 1711 un tremblement de terre cause d'importants dégâts à l'édifice et une forte tempête balayant une partie de la France le 10 décembre de la même année en aggrave certainement les dommages, ; le roi Louis XIV finance partiellement les réparations. Une plaque d'ardoise gravée, scellée dans le mur intérieur de la nef, rappelle cette intervention royale. Un document conservé aux archives départementales de Maine-et-Loire indique qu'en juin 1723, les voûtes du chœur et de la croisée sud du transept s'écroulent, entraînant la chute du clocher. Ce clocher, peut-être en pierre, aurait pu se situer non pas à la croisée du transept, mais au-dessus du croisillon sud, comme le suggère l'existence d'un escalier à vis dans cette partie de l'édifice. Le chantier de réparations qui s'ouvre alors dure au moins jusqu'en 1727 puisque cette année-là, un ouvrier se tue accidentellement. Durant toute cette période, l'église ne semble plus en mesure d'accueillir des offices ou des cérémonies. Ces deux évènements et les réparations qui suivent modifient profondément l'architecture et le décor des parties centrale et méridionale du transept ainsi que ceux d'un pilier de la nef et des voûtes qu'il supporte. C'est à la faveur de cette campagne de réparations que le clocher est installé à la croisée du transept et que la voûte qui lui correspond est percée d'un oculus permettant le passage des cordes des cloches. À l'issue de la période révolutionnaire qui entraîne la dispersion des derniers chanoines en 1791, l'église est rouverte au culte en 1802.

#### XIXesiècle
| - Ancien autel remployé (marche d'escalier latéral du porche). - Fiole des reliques des martyrs thébains. |

Une nouvelle campagne de restauration a lieu en 1852 après un séisme survenu en 1840, année où la collégiale devient l'un des 934 premiers édifices classés au titre des monuments historiques, (en 1836, Prosper Mérimée, l'inspecteur général des monuments historiques, a visité la collégiale de Candes, et fait en 1851 un rapport inquiétant demandant l'ouverture de travaux). Conduite par l'architecte Charles Joly-Leterme, cette phase de restauration dure jusqu'en 1856. Occasionnant la destruction de nombreux éléments de décor, dont plusieurs pierres d'autel réutilisées comme marches d'escalier ou dalles de pavage de la nef, elle est violemment critiquée dans les années 1880 par certains historiens qui la qualifient même de « vandalisme »,. Une fiole réputée pour avoir renfermé du sang des martyrs de la légion thébaine et ramenée par Martin est alors découverte dans le maître autel lors de son déplacement, ; l'archevêque de Tours Mgr Colet authentifie ces reliques en 1875. En 1882, c'est au tour de la façade et du porche de bénéficier de réparations. Dans les deux dernières décennies du XIXe siècle, la décoration intérieure de la chapelle Saint-Martin est refaite.

#### XXeetXXIesiècles
Angelo Giuseppe Roncalli, futur pape Jean XXIII, nommé nonce apostolique en France en décembre 1944, se rend à la collégiale de Candes dans les premiers mois de l'année suivante.
Depuis 1959, l'église de Candes ne possède plus de desservant attitré. Un prêtre officie pour l'ensemble des communes de la paroisse Sainte-Jeanne-d'Arc dont fait partie la commune. Sur place toutefois, des séminaristes et des prêtres de la communauté Saint-Martin participent à la liturgie.
En 1982, une fissure apparaît dans la façade dont les créneaux s'effondrent partiellement l'année suivante ; des travaux de consolidation sont immédiatement entrepris. D'importants travaux de restauration sont engagés en 2013. Ils intéressent la charpente et la couverture de l'édifice, mais aussi sa maçonnerie et ses installations électriques. Ils sont terminés en 2015 et sont suivis par un réaménagement de l'intérieur de l'édifice en prévision du 1 700e anniversaire de la naissance de Martin, en 2016, dont plusieurs évènements (cérémonies, concerts...) se déroulent dans la collégiale.
Quelques dates de l'histoire de la collégiale de Candes-Saint-Martin.
■ Histoire de Candes-Saint-Martin et de la France -  ■ Phases de construction -  ■ Phases de réparation -  ■ Évènements marquants

## Architecture
- fin XIe ou début XIIe siècle

Plan schématique de la collégiale,
fin
seconde moitié du XIIe siècle
premier quart du XIIIe siècle
après 1225
époque moderne

Le plan général de l'édifice est difficile à interpréter ; le parti architectural d'origine, probablement contraint par des murs ou des bâtiments existants et par la topographie du lieu, est modifié lors des nombreuses reprises et reconstructions, au point qu'aucun espace n'est plus délimité par des murs strictement parallèles. La collégiale est en outre construite sur un sol nivelé, décaissé au sud et remblayé au nord, le croisillon nord du transept semblant même établi sur une salle voûtée.
La collégiale semble être conçue comme une église de pèlerinage, malgré l'absence de reliques notoires de Martin et le fait, probablement lié au précédent, que le chœur ne comporte pas de déambulatoire. Les maçonneries utilisent un calcaire lacustre, dur mais aux propriétés esthétiques réduites dans les parties basses, et du tuffeau, blanc ou jaune, de meilleur aspect mais beaucoup plus fragile et léger dans les élévations. La couverture est en ardoise. La collégiale est en forme de croix latine orientée du nord-ouest au sud-est pour suivre le relief naturel du coteau ; la nef est flanquée de deux bas-côtés simples. Les dimensions intérieures de la collégiale sont de 41,80 m (longueur totale) sur 22,42 m (largeur au niveau du transept). Le chœur est de style roman tardif, tandis que les voûtes bombées de la nef et du transept sont à rapprocher du gothique angevin,,. Le chœur se termine par trois absides dont la plus septentrionale correspond à l'emplacement supposé de la maison mortuaire de Martin. Pour bien raccorder le projet de façade au chœur déjà construit, il a fallu, lors de l'édification de la nef qui a eu lieu dans un second temps, jouer sur l'alignement des colonnes, notamment dans la partie nord de la nef. Toutes les baies sont en plein cintre.
Une des particularités de la collégiale est la coexistence du style religieux, fin roman ou début gothique selon les parties de l'église, et de l'architecture militaire dont témoigne la présence de quatre tours carrées couronnées de créneaux et de mâchicoulis, deux encadrant le porche nord qui constitue l'entrée principale de l'église, deux autres sur la façade ouest : l'église devait pouvoir servir, en cas d'attaque, de refuge à la population de Candes. Ses caractéristiques architecturales et la richesse de son décor en font, selon certains auteurs, « le deuxième plus bel édifice religieux d'Indre-et-Loire après la cathédrale Saint-Gatien de Tours. »

### Chœur et transept
La construction du chœur et du transept s'est manifestement opérée en plusieurs étapes successives, mais la volonté tardive d'harmoniser l'ensemble a eu du mal à s'imposer au niveau du plan et de l'architecture. La présence du bâtiment ancien au niveau de la chapelle nord est une contrainte forte : cette chapelle intègre un mur très épais dans l'épaisseur duquel est ménagé un passage qui la fait communiquer avec le croisillon nord du transept. Ce mur massif pourrait avoir supporté le clocher d'un édifice antérieur à la collégiale. Dans le reste du chœur les voûtes de l'abside principale et de l'absidiole sud sont très différentes et témoignent des réparations faites à la collégiale au XVIIIe siècle plus que d'une évolution des styles pendant la construction. Enfin, la chapelle sud est bien plus large que l'absidiole qui la termine, indice supplémentaire d'une reprise de cette partie de l'édifice qui a vu la chapelle initiale ainsi que son absidiole (contre le chœur) et une chapelle externe unifiées dans une même structure. Une niche, aménagée dans l'angle sud-ouest du transept, permet d'accéder à un puits condamné dont le rôle, purement fonctionnel ou rituel, n'est pas déterminé.
De nombreuses clés de voûtes sont restées brutes dans le transept, mais surtout dans la nef ; ceci ne témoigne pas de l'inachèvement de la construction médiévale, bien que cela ait longtemps été suggéré, mais de réparations du XVIIIe siècle qui sont, volontairement ou pas, restées dans cet état.

Chœur, chapelles et transept.
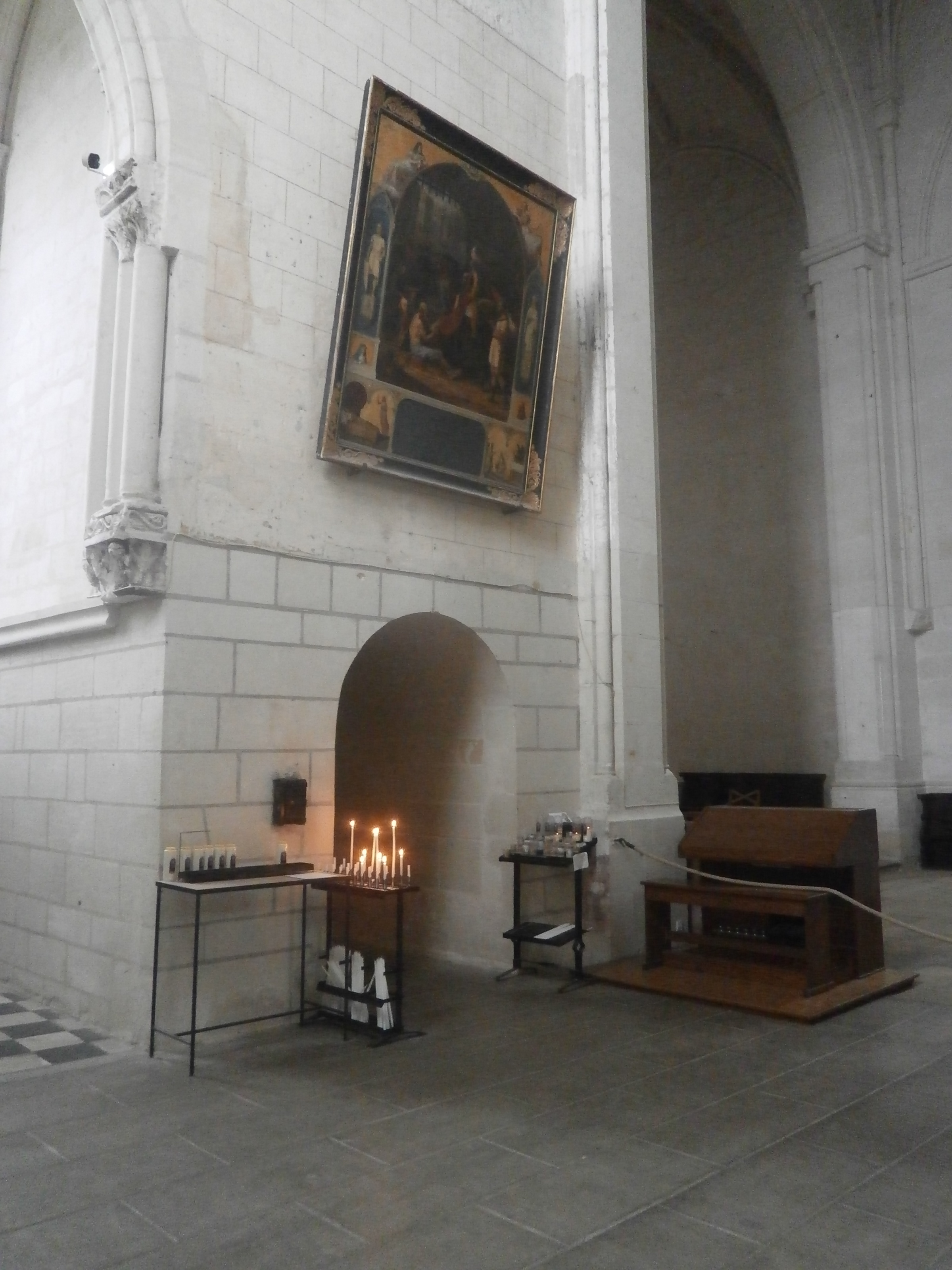
Entrée de la chapelle Saint-Martin.
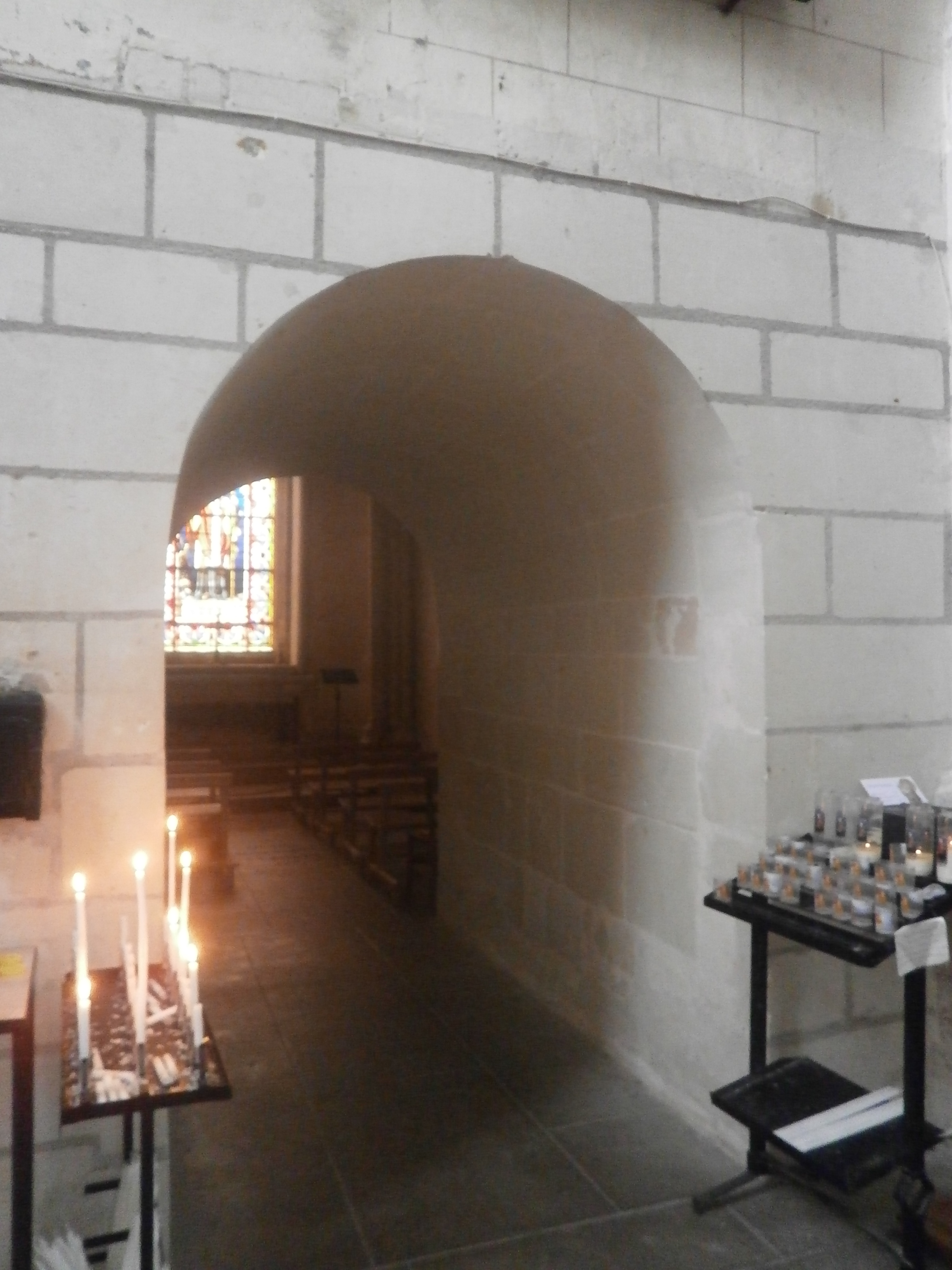
Vue rapprochée de l'entrée de la chapelle Saint-Martin.
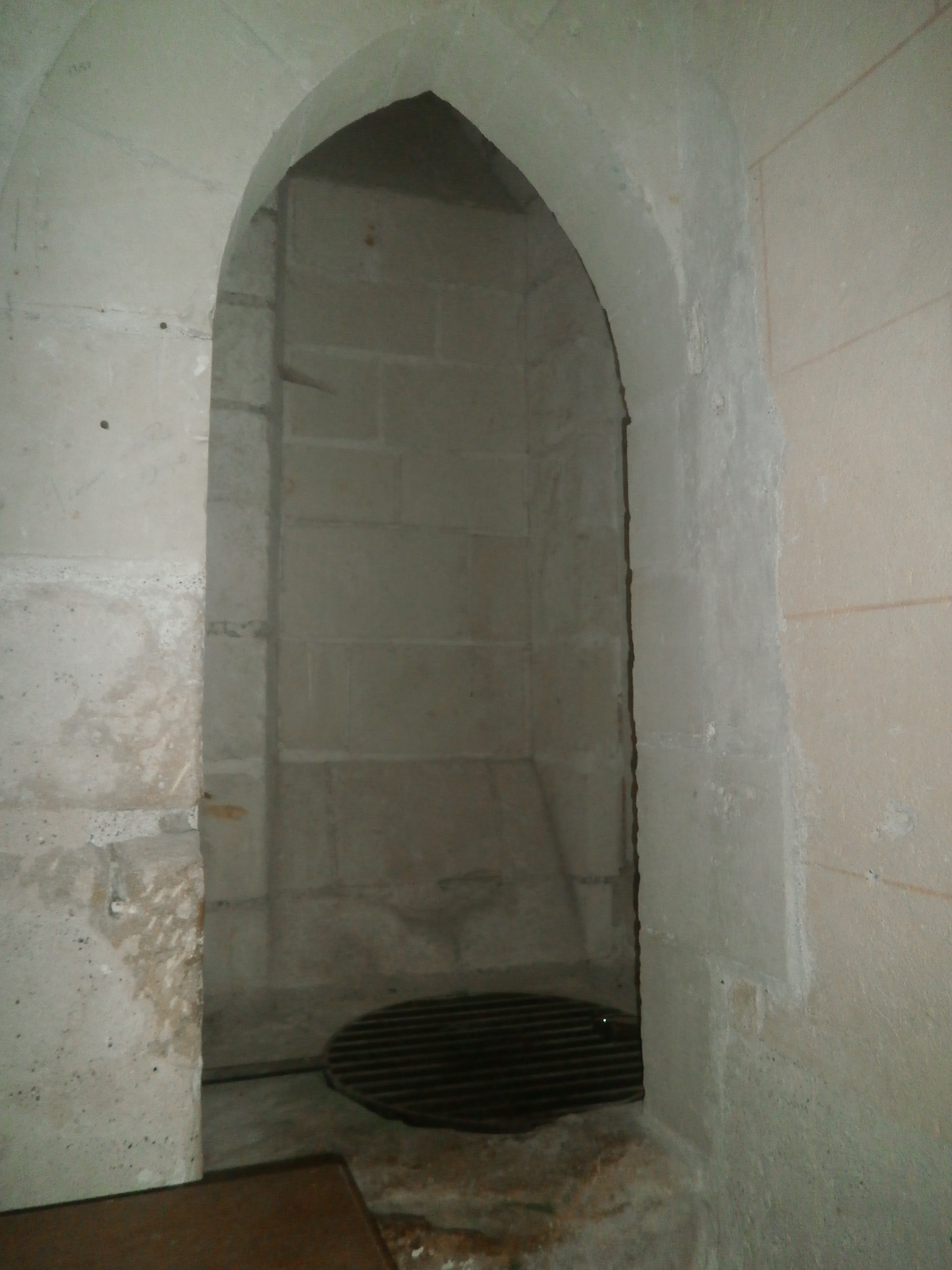
Puits dans le transept.
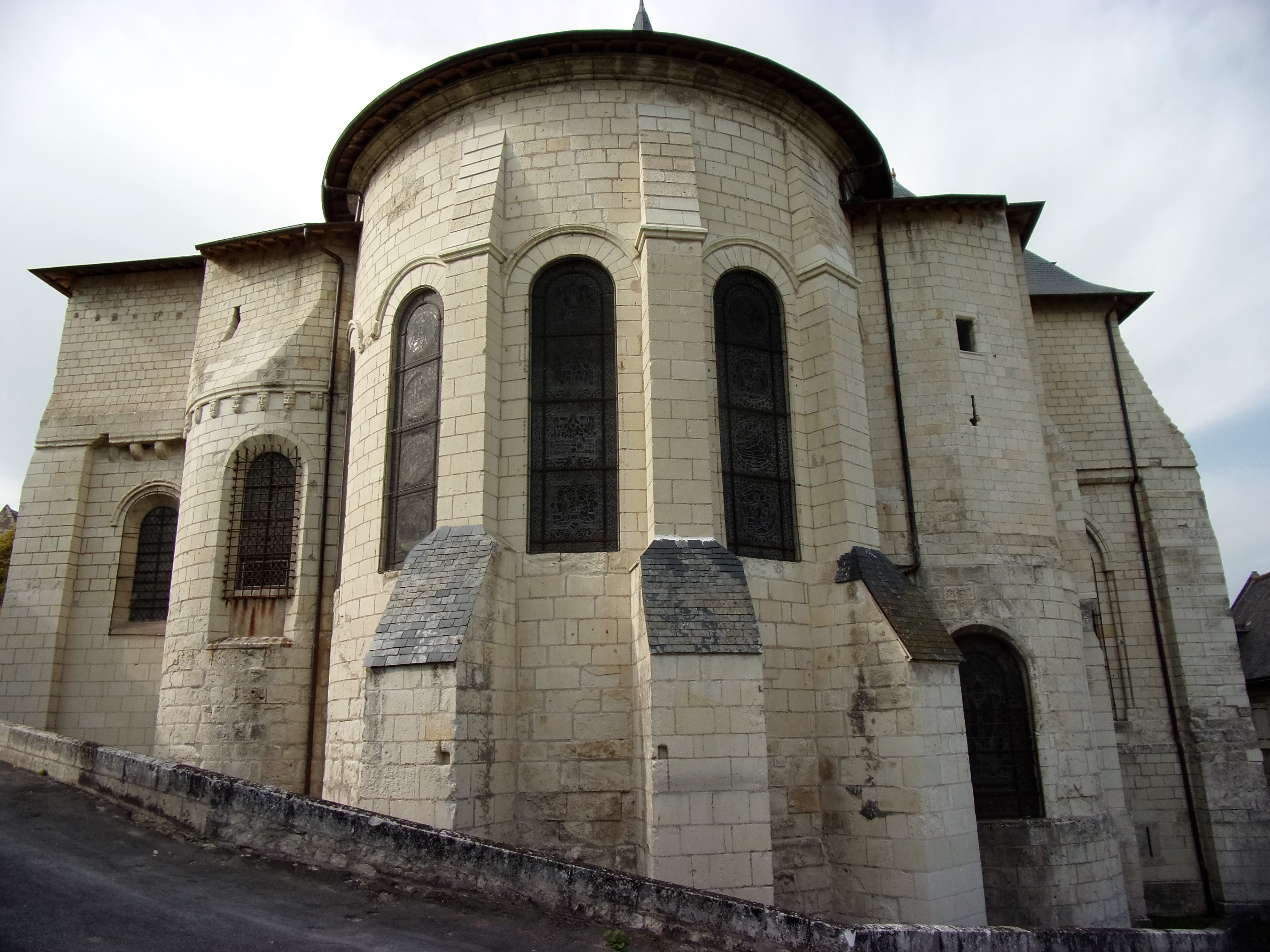
Vue extérieure du chœur.
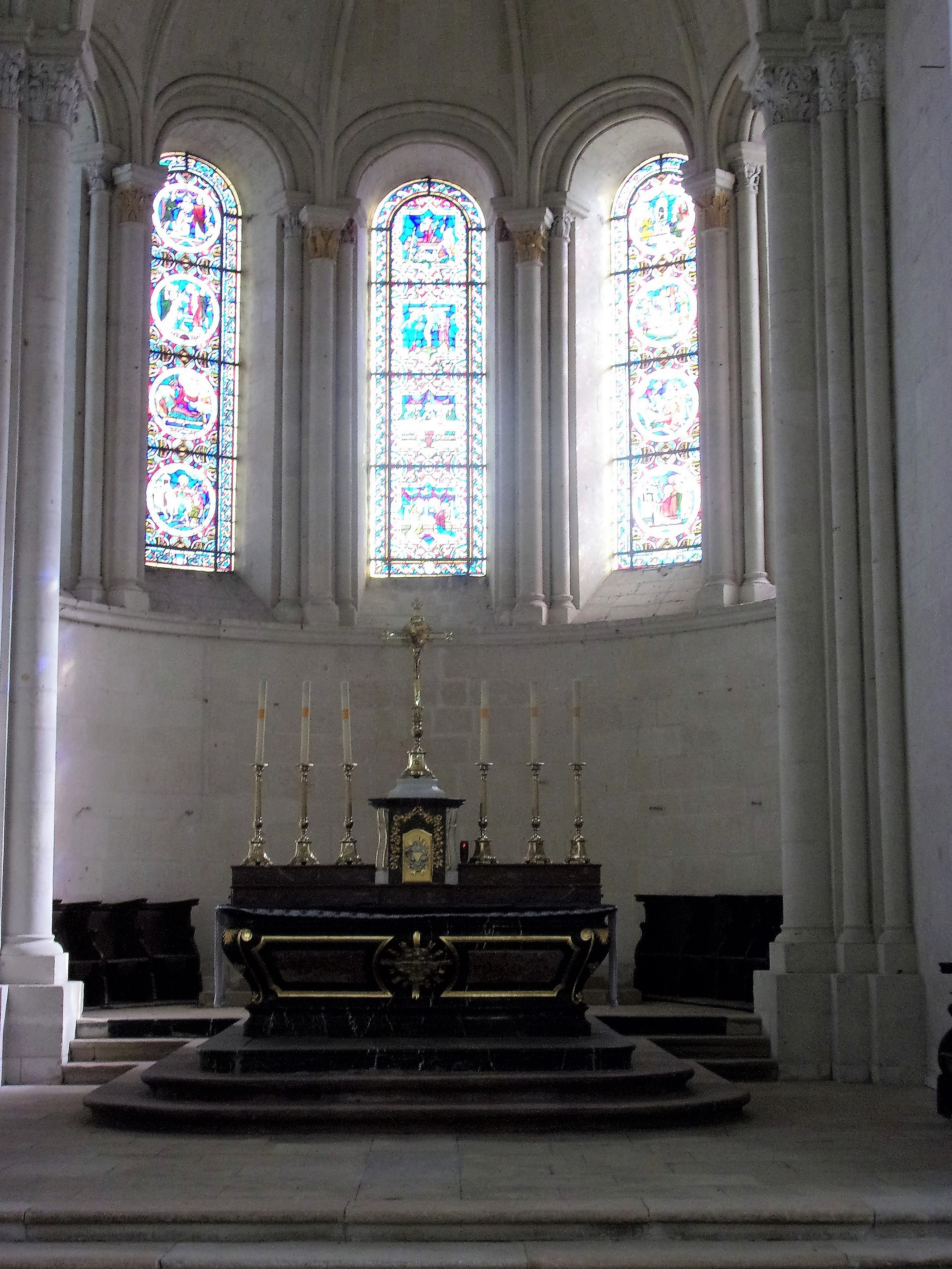
Vue intérieure du chœur.

### Nef
Sur les plans d'un nouveau maître d'œuvre surnommé « le Maître de Candes » par les historiens et les architectes, la nef est constituée d'un vaisseau principal et de deux collatéraux simples de même hauteur — cette disposition, précise Pierre Sesmat, fait de la collégiale de Candes une église-halle ou une « église à trois nefs » —, le tout organisé en quatre travées ouvertes sur l'extérieur par des baies en plein cintre étroites et hautes. Les voûtes du vaisseau principal et des collatéraux sont de même hauteur mais, ces derniers étant plus étroits du côté du transept, leurs voûtes sont plus bombées. Ce plan est directement inspiré de Poitiers mais a dû subir de profondes adaptations pour permettre le raccord de la nef et du transept préexistant ; c'est ainsi que le vaisseau principal s'élargit progressivement vers le nord aux dépens du collatéral de ce côté et que le mur gouttereau sud présente un léger biais. Extérieurement, un contrefort est plaqué contre le mur gouttereau entre chaque baie, matérialisant ainsi la séparation de chaque travée.
Les quatre travées du vaisseau principal et des collatéraux sont voûtées en ogives et tous les voûtains sont pourvus de liernes. Les voûtes reposent, au niveau des murs, sur des culs-de-lampe décorés de statuettes représentant des personnages, alors qu'à l'intérieur de la nef elles prennent appui sur des piles composées de 4 colonnes et 8 colonnettes. La nef reste d'une hauteur modeste (18 m), mais l'architecture des colonnes confère à l'ensemble un aspect élancé. La hauteur des voûtes au-dessus de leurs formerets est caractéristique du gothique de l'Ouest.
Deux portes, dont une murée, s'ouvrent dans le mur gouttereau sud de la nef. Celle qui subsiste, face au porche, donnait en direction du cimetière médiéval : il est possible qu'elle ait fait office de Porte des Morts, sans que cela soit certain.

Nef.
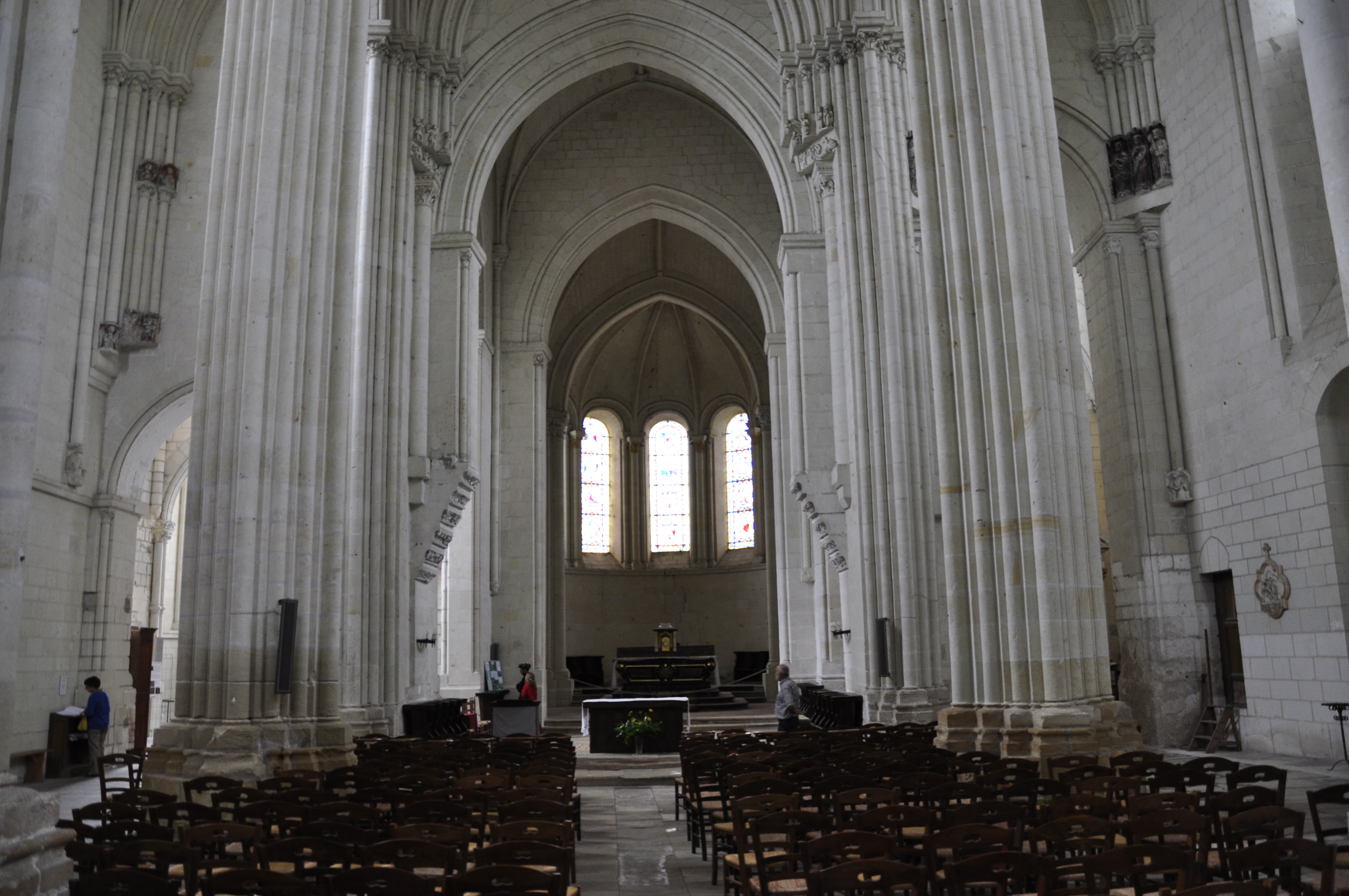
Vue intérieure de la nef.
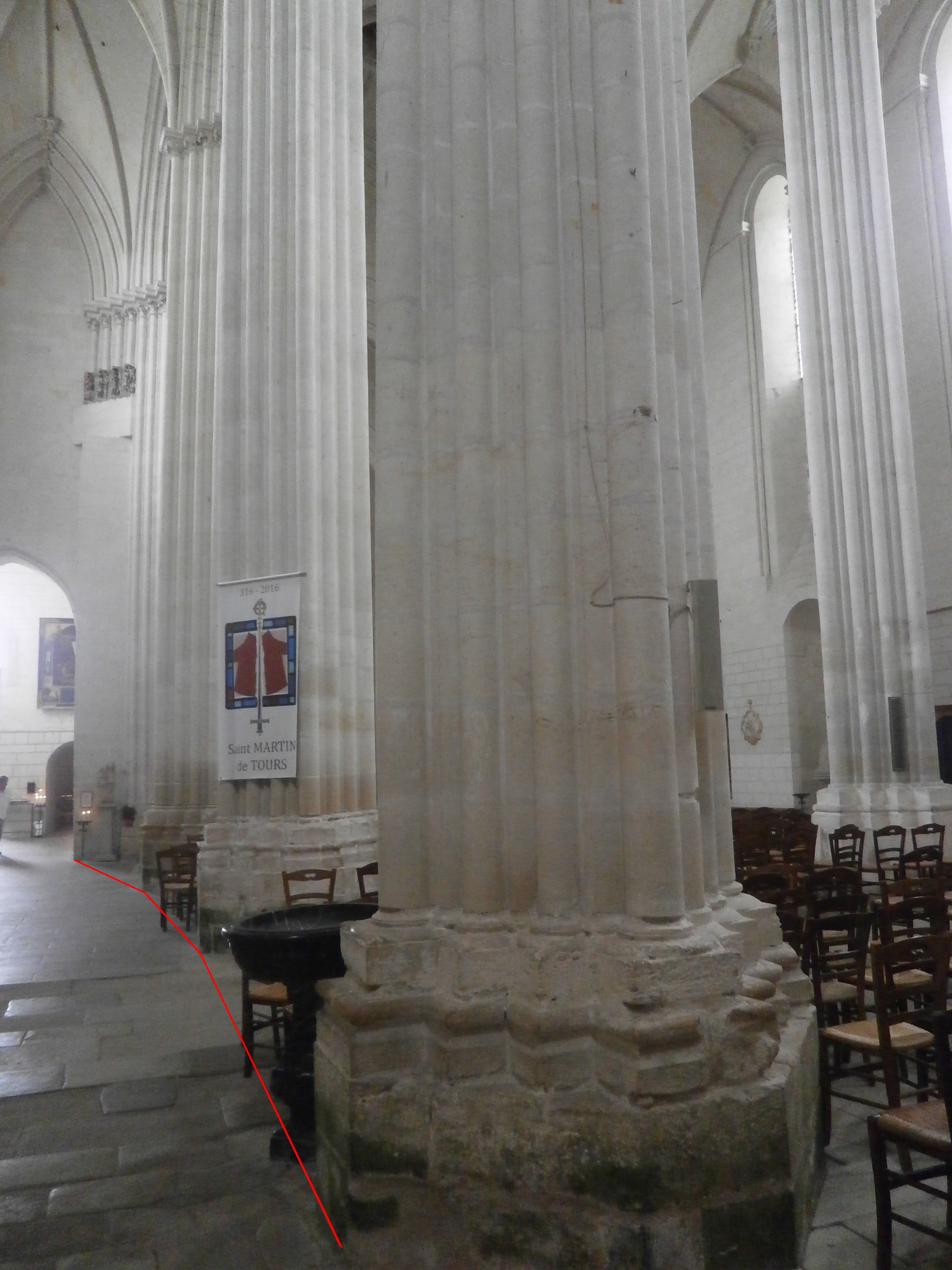
Défaut d'alignement des piliers nord de la nef[Note 14].
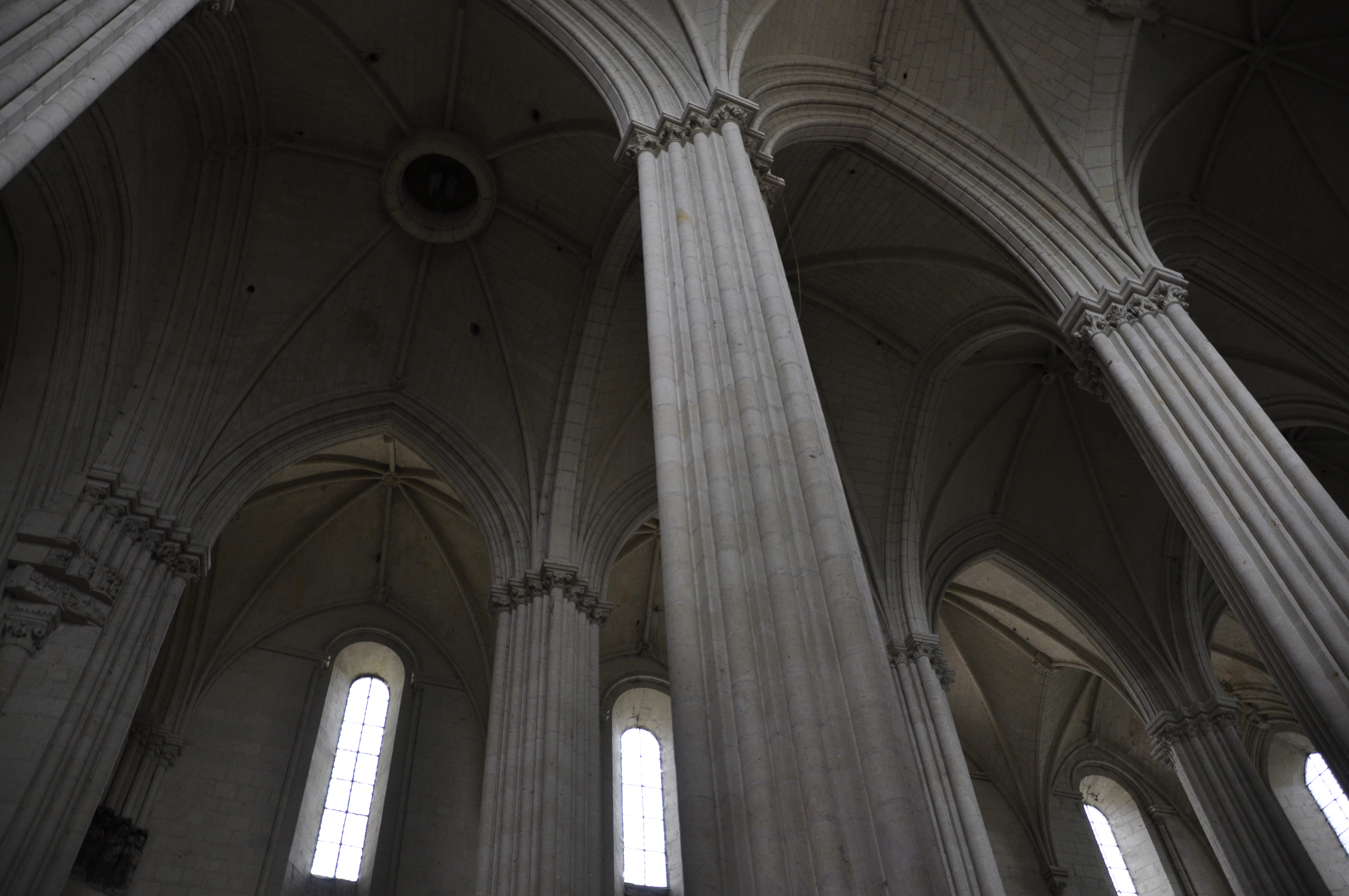
Dispositif de voûtement de la nef.
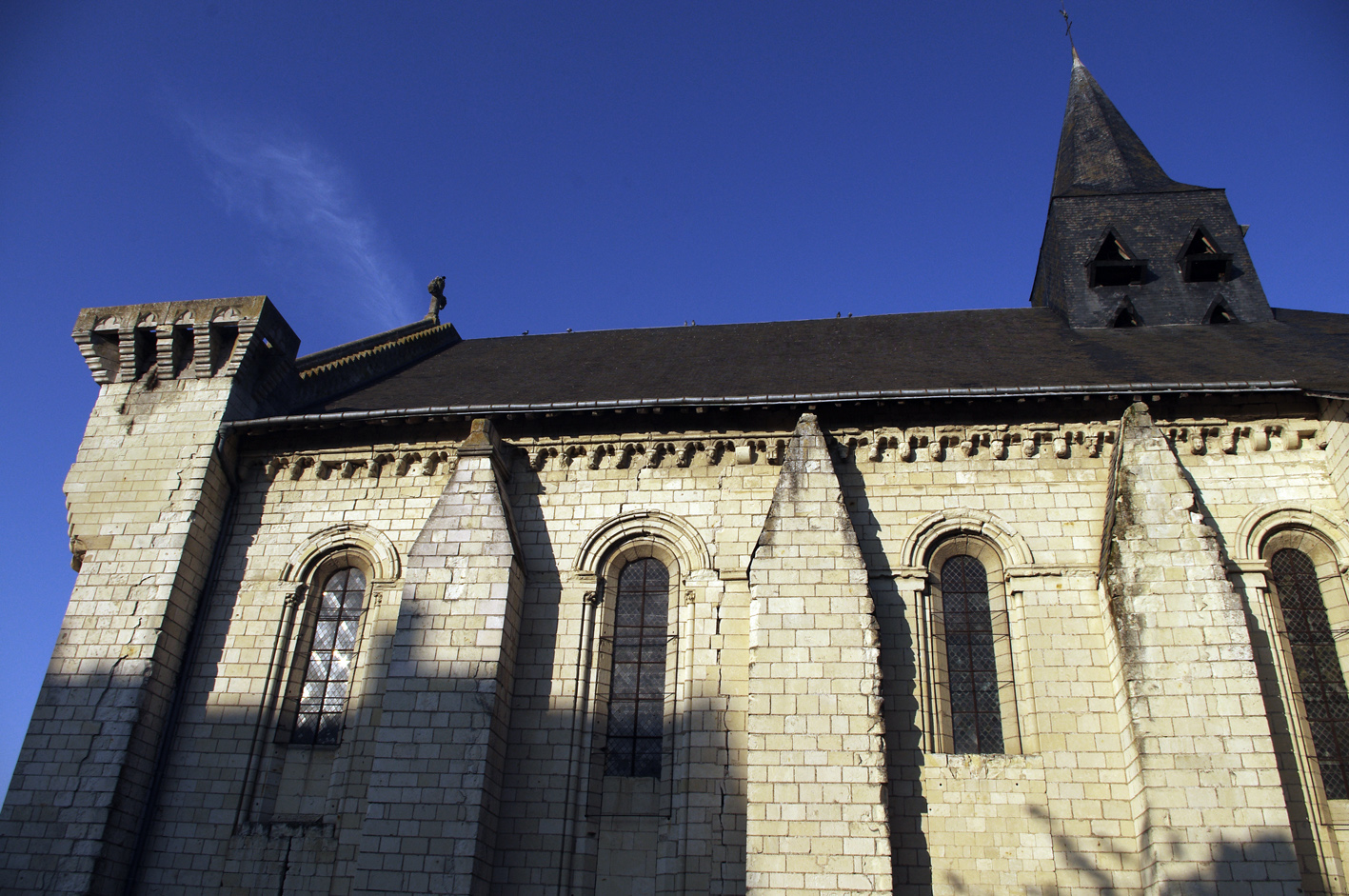
Mur sud de la nef[Note 15].

### Façade ouest
La façade est accompagnée de deux puissants massifs de maçonnerie, en forme de tours aux angles, complétés par des contreforts intermédiaires terminés en pinacles engagés et intégrés au décor. Ces contreforts encadrent un portail unique en arc brisé surmonté d'une colonnade et d'une arcature qui se poursuivent sur les contreforts, d'une rose puis d'une niche aujourd'hui vide ; une baie en plein cintre, de part et d'autre des contreforts, complète le dispositif. Les massifs latéraux transformés en tours de défense sont couronnés de mâchicoulis et de créneaux ajoutés au XVe siècle. Un escalier à vis dans la tour nord-ouest donne accès à son sommet ; de là, des escaliers extérieurs à l'air libre sur les pentes du toit, formant chemin de ronde, permettent de rejoindre le sommet des autres tours. Chaque tour encadrant la façade était surmontée d'une pyramide que les restaurations du XIXe siècle ont probablement fait disparaître mais qui sont encore visibles sur une aquarelle de Louis Boudan en 1699 représentant Candes (collection Gaignières) ainsi que sur une photographie du porche antérieure aux travaux de restauration engagés par Henri Deverin en 1882. En raison de la proximité du coteau et du faible dégagement devant le portail, le parvis ouest est très exigu et n'a jamais servi d'entrée principale à l'église.

Façade ouest.
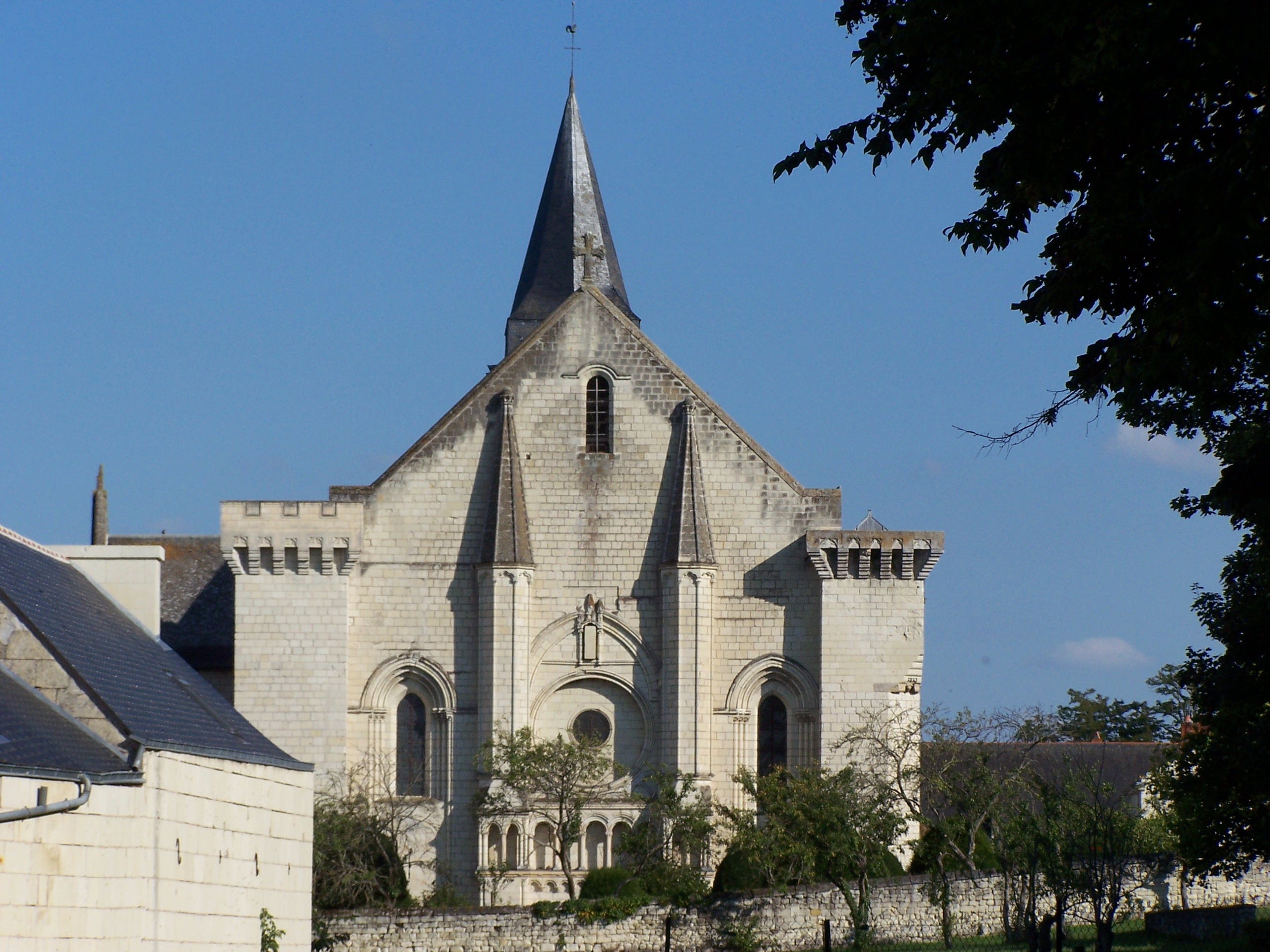
Façade ouest, vue générale.
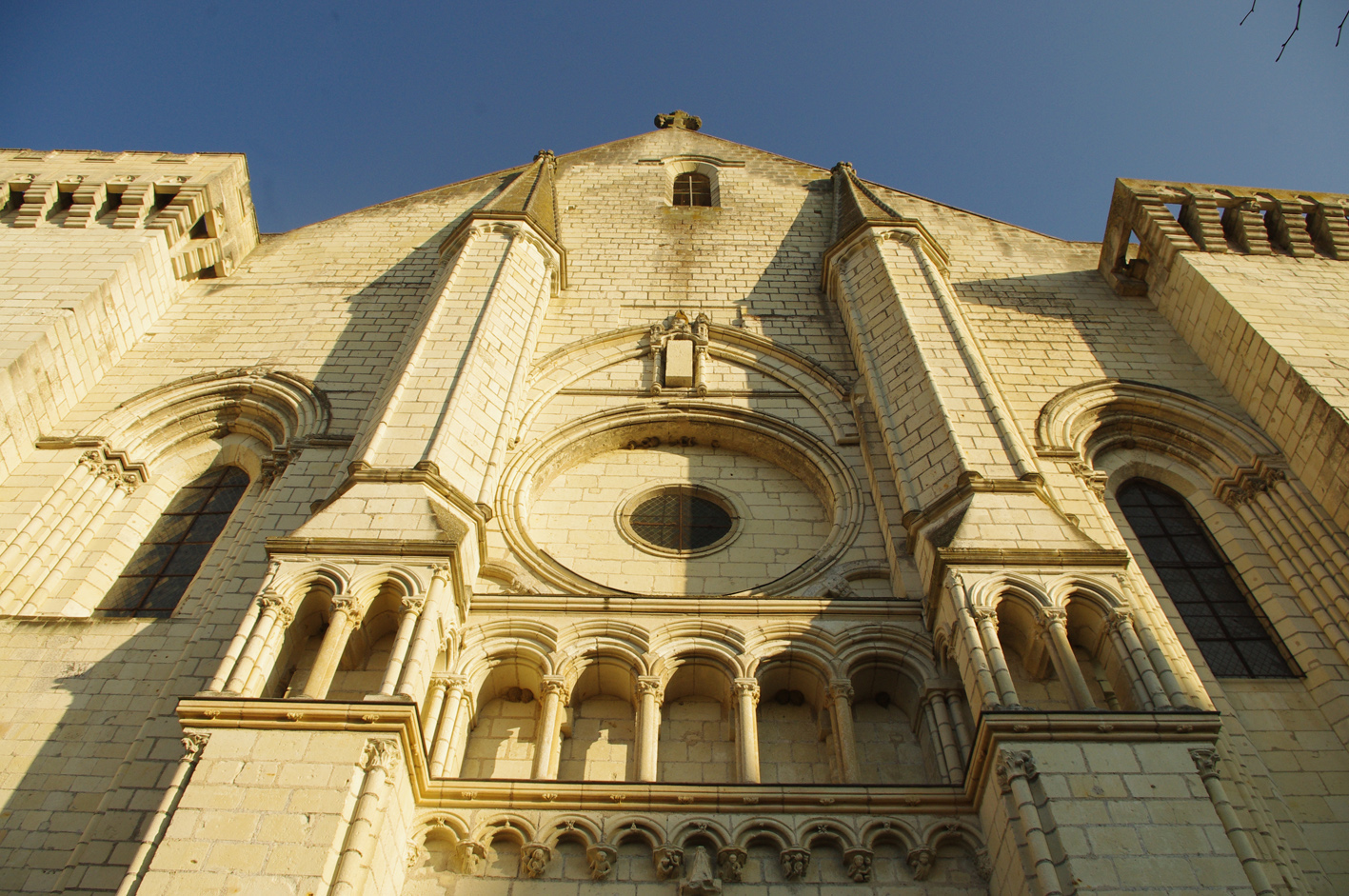
Façade ouest, vue rapprochée.
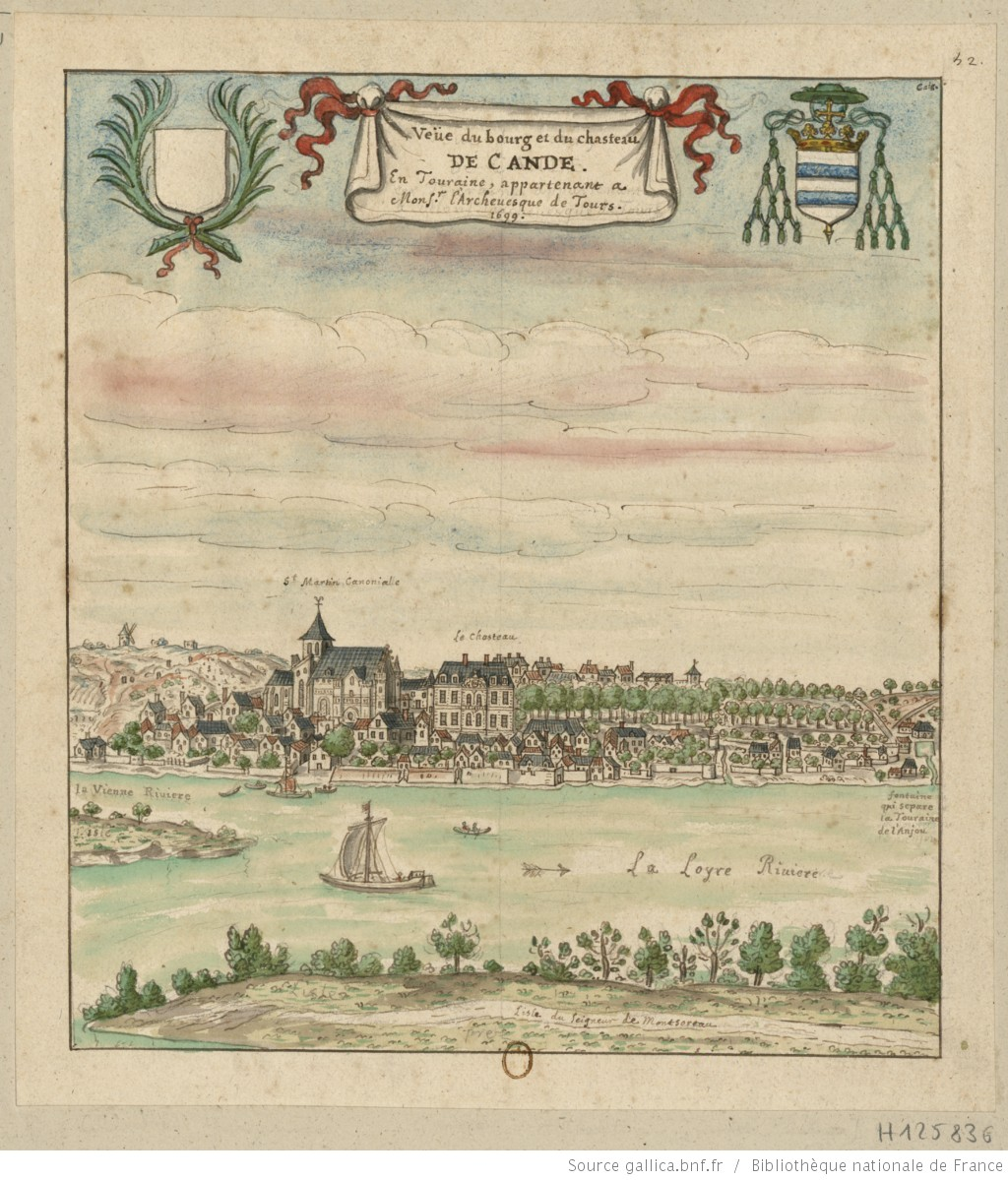
Candes et sa collégiale en 1699.

### Porche nord et chapelle Saint-Michel
Conçu pour être l'entrée principale des pèlerins, le portail en ogive est précédé d'un escalier de sept marches destiné à rattraper la différence de niveau entre le parvis nord et le sol du porche. La monotonie du mur de la façade du portail est rompue par l'application de trois niveaux de décor. Au premier niveau, celui de la porte d'entrée, quatorze statues dont certaines inachevées, sont séparées par des colonnettes engagées. Au niveau intermédiaire, de même hauteur que le précédent, les colonnes ne sont pas accompagnées de statues. Au niveau supérieur enfin, séparé du précédent par une corniche où alternent chapiteaux des colonnettes et modillons, se retrouvent des statues qui reposent sur les chapiteaux des colonnes de l'étage inférieur alors que les colonnettes qui les séparent prennent appui sur les modillons. La bretèche datant de la phase de fortification de l'église, accessible par une baie modifiée de la chapelle Saint-Michel, oblitère partiellement le décor de cet étage.
L'entrée donne sur un vaste porche de 9,50 × 5 m de dimensions intérieures ouvert au niveau de la seconde travée de la nef. Le porche, composé de trois travées, est voûté en ogives. En son centre, une colonne monolithique reçoit l'appui des huit arcs des voûtes de la travée médiane. Une série de statues séparées par des colonnettes décore l'intérieur du porche mais, comme en façade, certaines sculptures (statues, clés de voûte) sont inachevées. Au fond du porche, la porte d'entrée dans l'église est surmontée de trois petits arcs brisés supportant un tympan dont la sculpture est, elle aussi, incomplète.
Au-dessus du porche, la chapelle dite « Saint-Michel » est également composée de trois travées couvertes de voûtes en ogives se superposant à celles du porche. Elle est accessible par un escalier étroit pratiqué dans l'épaisseur du mur et relié à l'escalier à vis de l'angle nord-ouest de la façade ; une baie s'ouvre dans la nef. La présence de cette chapelle au-dessus d'un porche monumental suggère à Sara Lutan que l'ensemble permettait d'accueillir également des personnages de haut rang comme les rois, qui assistaient aux offices depuis la chapelle, bien que celle-ci ne donne pas dans le chœur ; la dédicace de la chapelle à saint Michel, lié au Moyen Âge aux personnages royaux ou impériaux, renforce cette proposition. Claude Boissenot développe, pour sa part, l'hypothèse selon laquelle la symbolique des sculptures du porche tournerait autour de la maison de Blois et du comte Eudes II avec Martin intervenant en sa faveur ; la chapelle surmontant le porche serait vouée à cette famille et non dédiée à l'origine à saint Michel. La chapelle peut également avoir une autre fonction, non encore clairement établie, mais manifestement importante.

Porche nord et chapelle Saint-Michel.
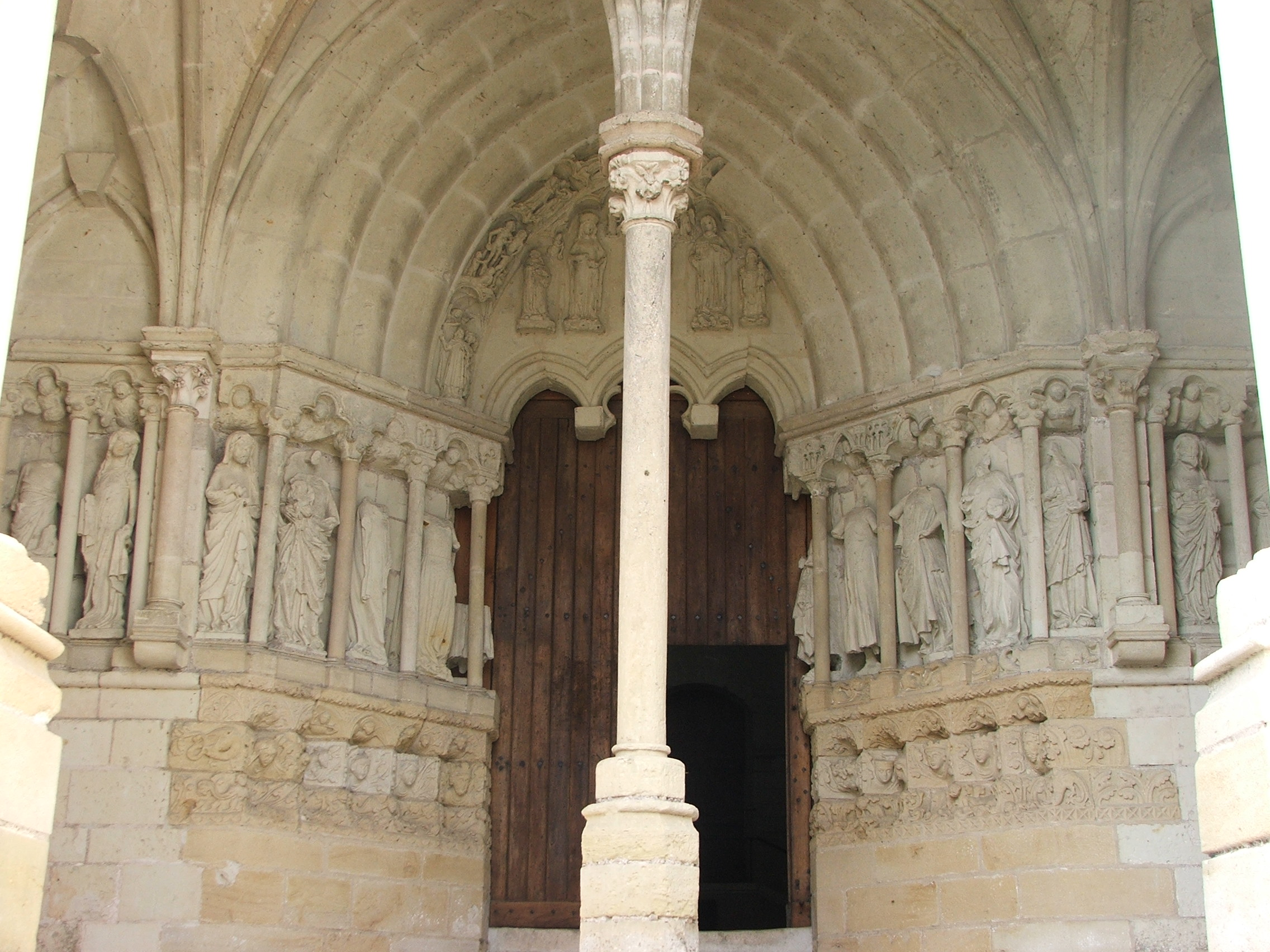
Vue intérieure du porche.
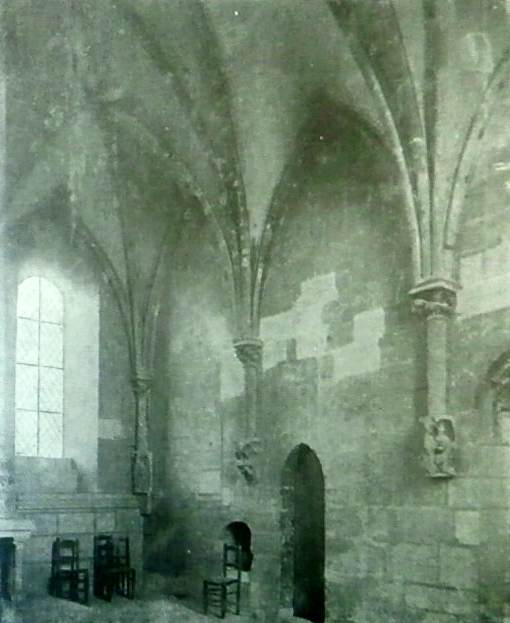
Chapelle Saint-Michel.
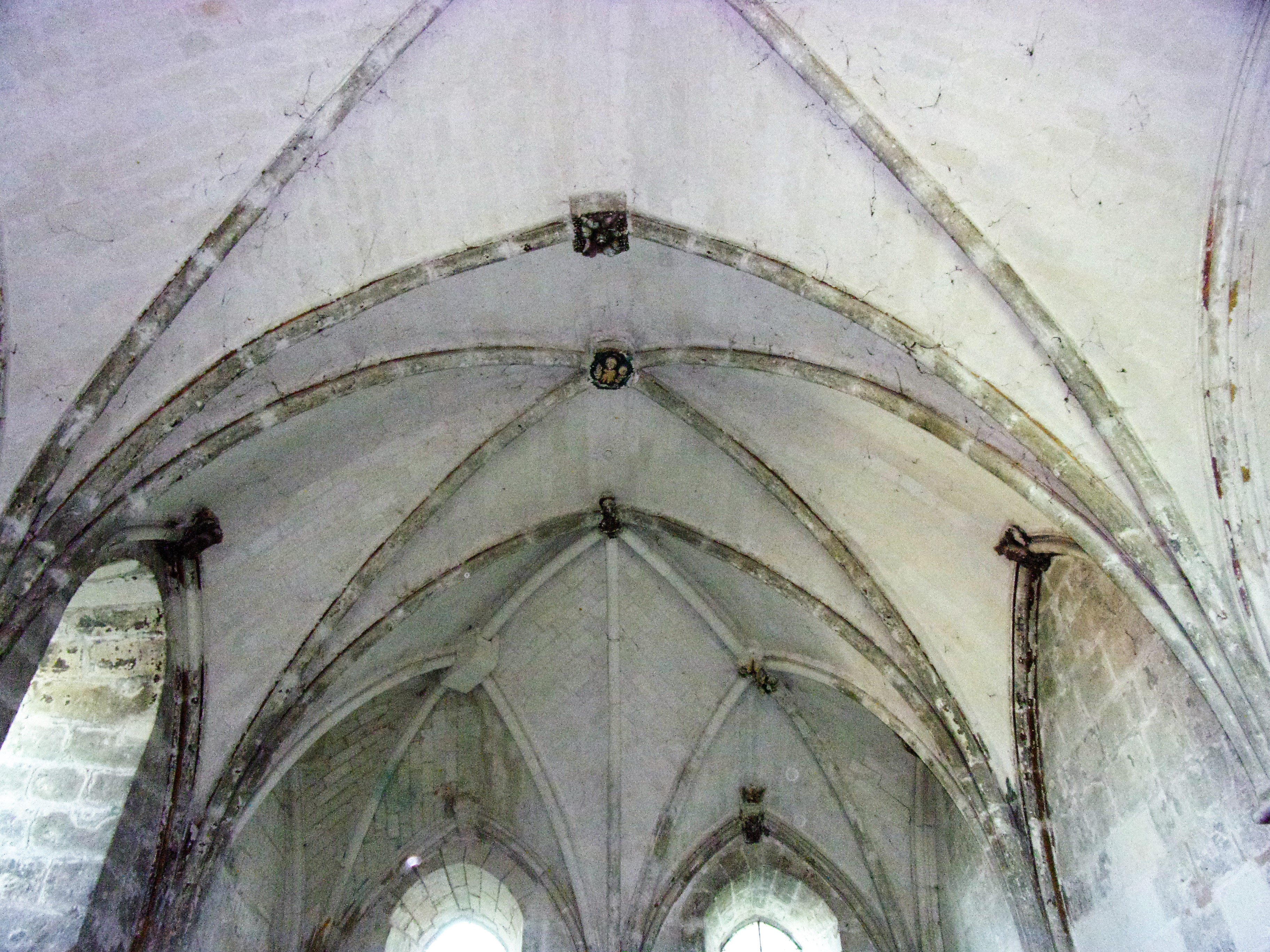
Détail des voûtes de la chapelle.

## Décor et mobilier

### Décor
Plusieurs sculpteurs ont réalisé le décor de Candes au fur et à mesure de l'avancée du chantier de construction, et les variations de style entre les différents éléments de décor (statues, chapiteaux, clés de voûte) sont telles qu'il a semblé possible à André Mussat, qui en a mené l'étude détaillée, d'identifier quatre artistes différents, certaines statues ne se rattachant toutefois à aucun de ces groupes. Le « Maître des figurines », intervenant dès la fin du XIIe siècle dans le chœur et la nef, serait l'auteur de figurines très réalistes et d'une exécution très fine (Roi David, Vieillard de l'Apocalypse). Opérant en même temps que le précédent et cherchant manifestement à le copier, mais dans un style plus simple, le « Maître de Saint-Martin », peut-être un artiste local, est ainsi baptisé en référence à une statue du saint qui lui est attribuée. Au « Maître des dix-huit statues » est attribuée la réalisation de plusieurs personnages d'inspiration biblique (Reine de Saba, Abraham) ; il aurait travaillé vers 1220-1240. Plus tardivement (fin du XIIIe siècle), le « Maître des Apôtres » s'est consacré à la confection du décor du porche ; cet artiste, peut-être originaire de Moulins, aurait notamment réalisé la plus grande partie des sculptures qui ornent la rangée supérieure des statues de la façade du porche (saint Pierre, saint Jean).
Cette succession de différents styles de sculpture est probablement due au fait que les artistes travaillant à Candes sont des pèlerins sur le chemin de Saint-Jacques-de-Compostelle qui font un détour par Candes pour participer au chantier de la collégiale. Les styles de décors rencontrés à Candes se retrouvent d'ailleurs dans d'autres édifices religieux, comme l'ancien couvent Saint-Jean-de-l'Habit de Fontevraud, la commanderie des Moulins à Bournand ou l'église du Puy-Notre-Dame.

#### Chœur, transept et nef
Dans les années 1880, le chœur, la sacristie et la chapelle Saint-Martin acquièrent leur aspect définitif, sous la conduite de l'architecte Henri Deverin.
Les vitraux de la chapelle Saint-Martin sont attribués par l'inventaire général du patrimoine culturel au maître verrier parisien Claudius Lavergne, à moins que le vitrail de l'enlèvement du corps de Martin, qui ferme la baie en plein cintre au nord, ne soit une production de l'atelier du tourangeau François-Léon Bigot, collaborateur de Lucien-Léopold Lobin. Cette fenêtre est, selon la tradition, celle par laquelle les moines tourangeaux avaient « exfiltré » le corps. Un cénotaphe supportant un gisant de saint Martin occupe une niche moderne ménagée entre la chapelle Saint-Martin et l'abside du chœur.

Décor de la chapelle Saint-Martin.
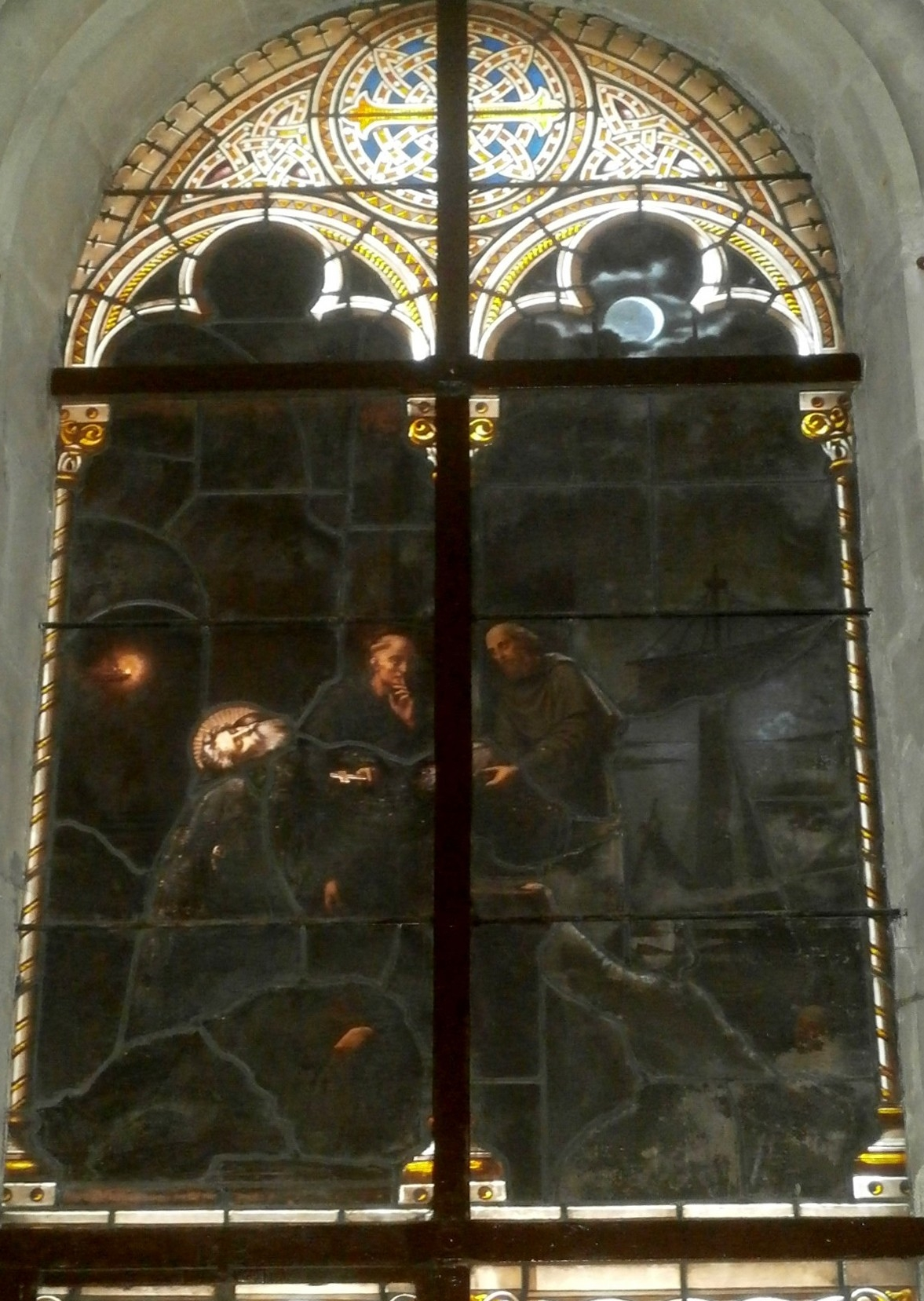
Vitrail à l'enlèvement du corps.
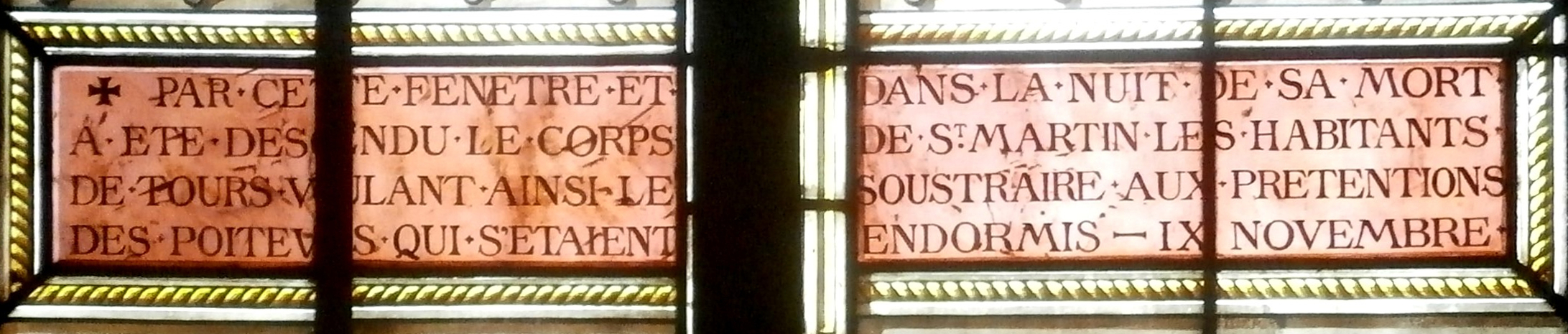
Détail du vitrail à l'enlèvement du corps.
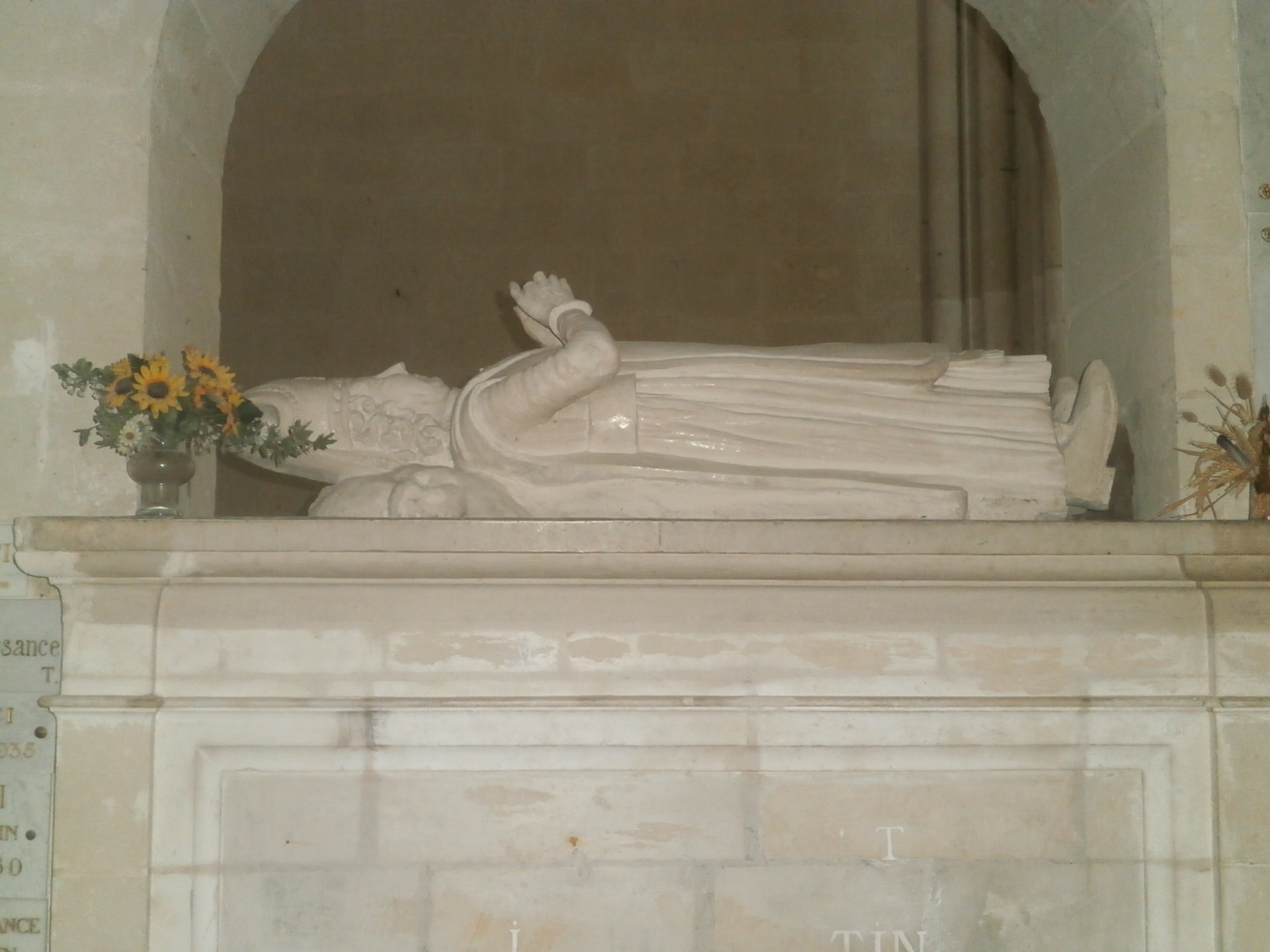
Cénotaphe au gisant de Martin.

Le décor sculpté du chœur emprunte ses motifs à l'art du gothique de l'Ouest, comme les chapiteaux à plusieurs rangs de feuilles d'acanthe ou autres ornements végétaux et les personnages empruntés au bestiaire mythologique ou monstrueux. Les décors du transept et de la nef trouvent plutôt leur inspiration dans les scènes bibliques. S'il est difficile de déterminer un plan d'ensemble du programme sculptural, les thèmes de la résurrection et de la parousie semblent être les plus communément représentés dans le chœur, le transept et la nef de Candes. La plupart des statuettes ou groupes de statuettes accompagnant les piliers ou les bases des arcs sont polychromes. Certains groupes de sculptures pourraient s'avérer être des moulages remplaçant les originaux lors de restaurations du XIXe siècle. Les grandes verrières du chœur sont l’œuvre de Félix Gaudin, maître verrier parisien. Elles datent de 1900.

Décor du chœur, du transept et de la nef.
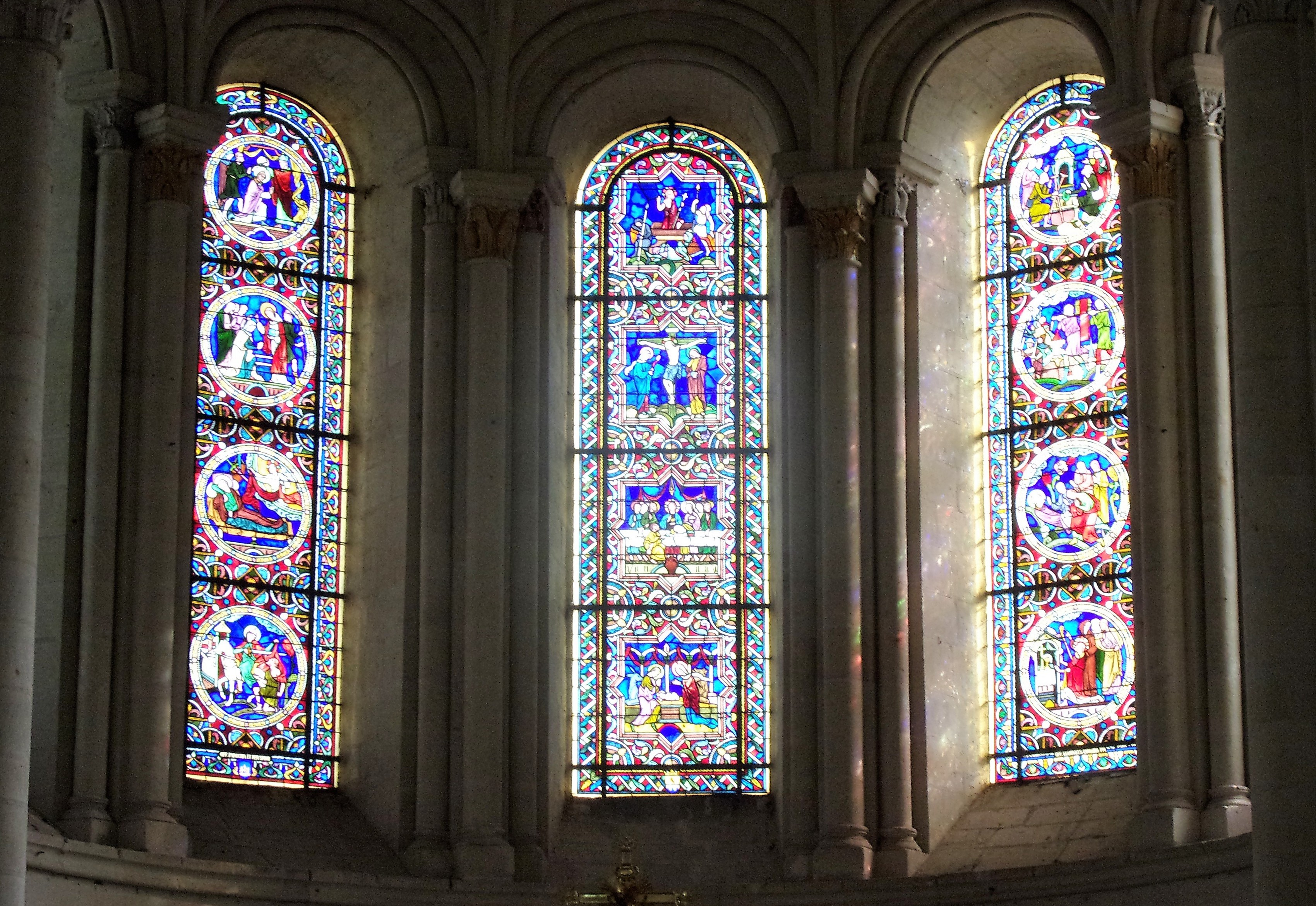
Verrières du chœur.
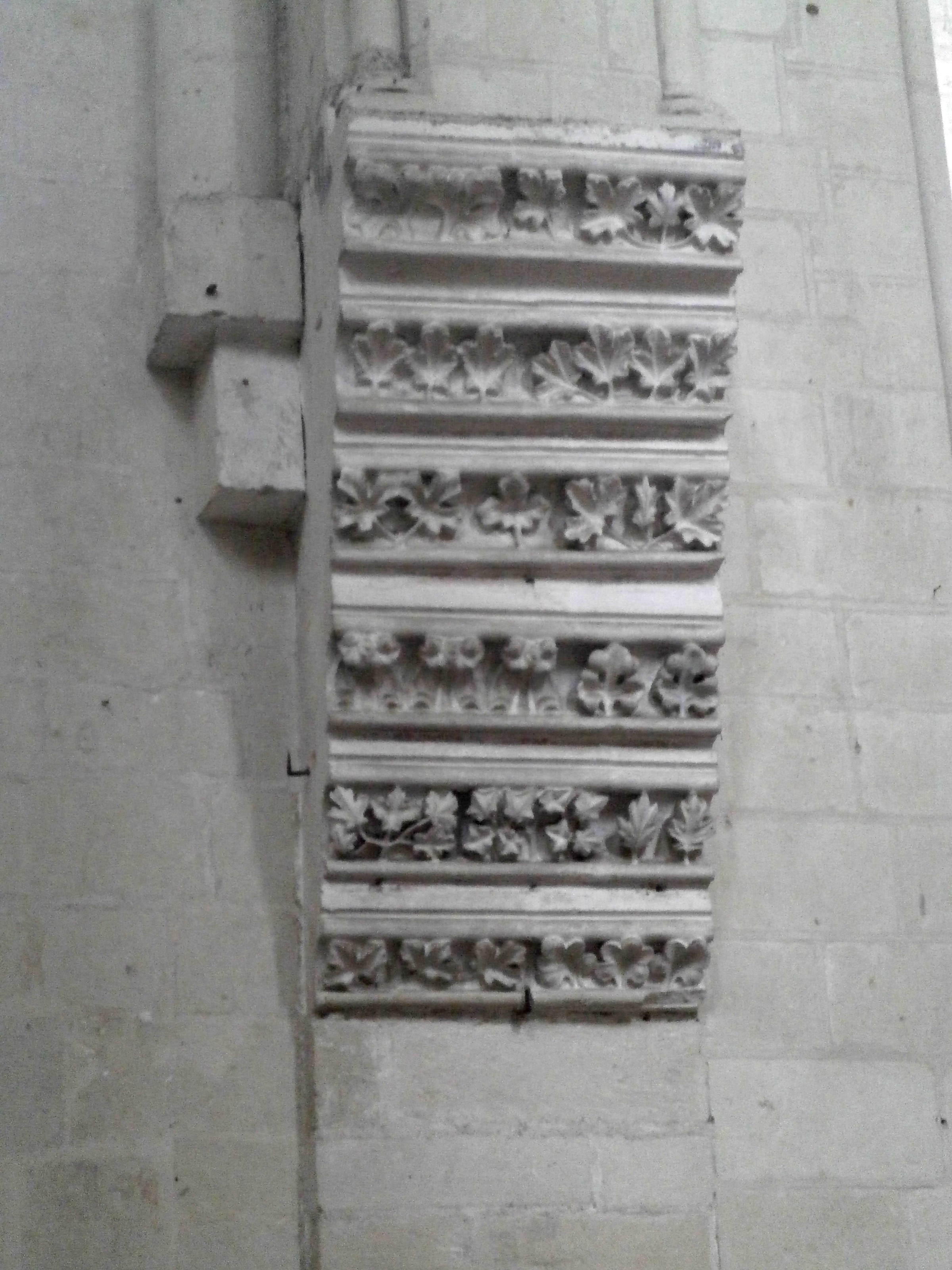
Chapiteau à motifs végétaux (raccord nef-transept).
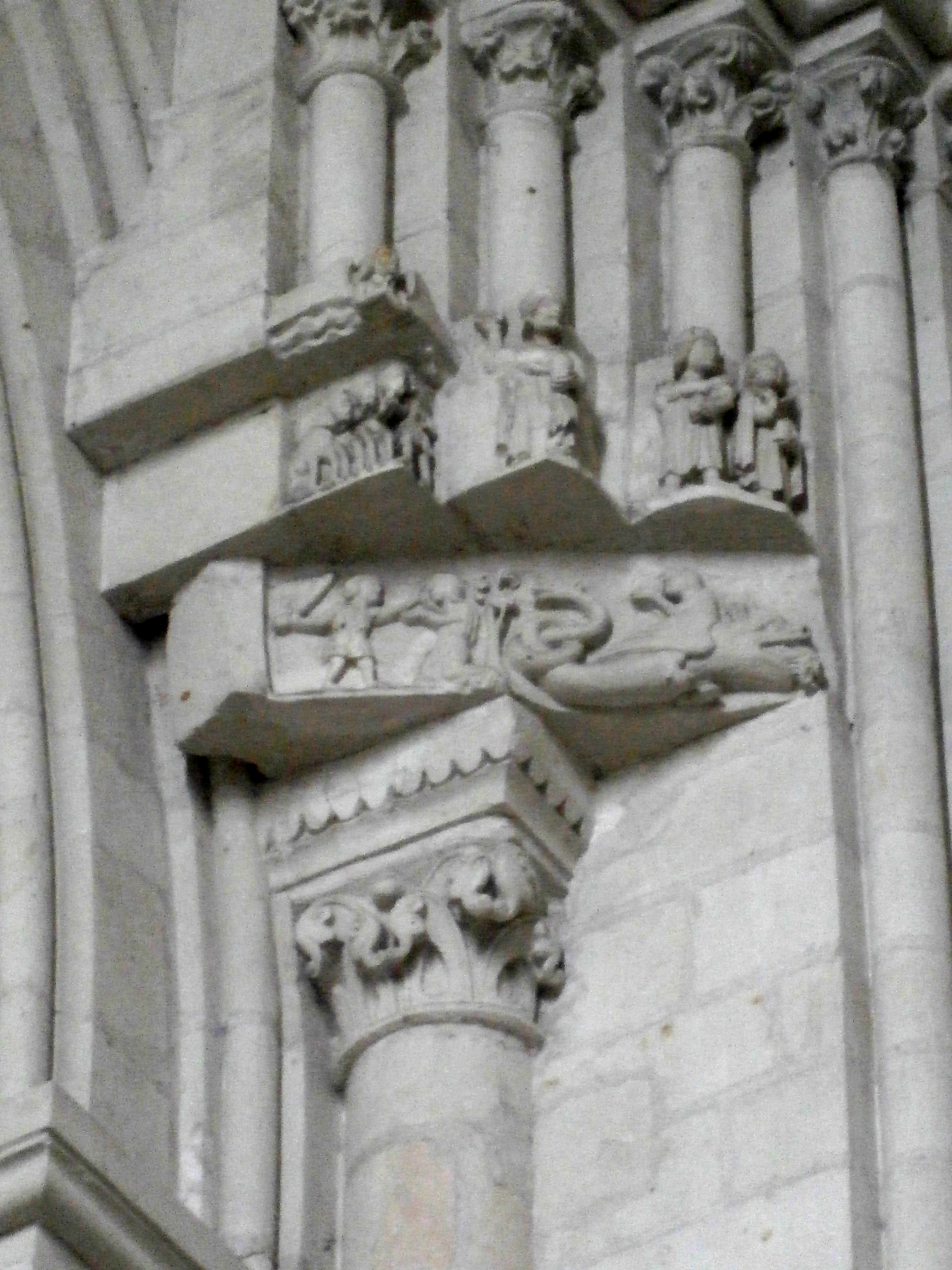
Chapiteau à décor fantastique (raccord nef-transept).
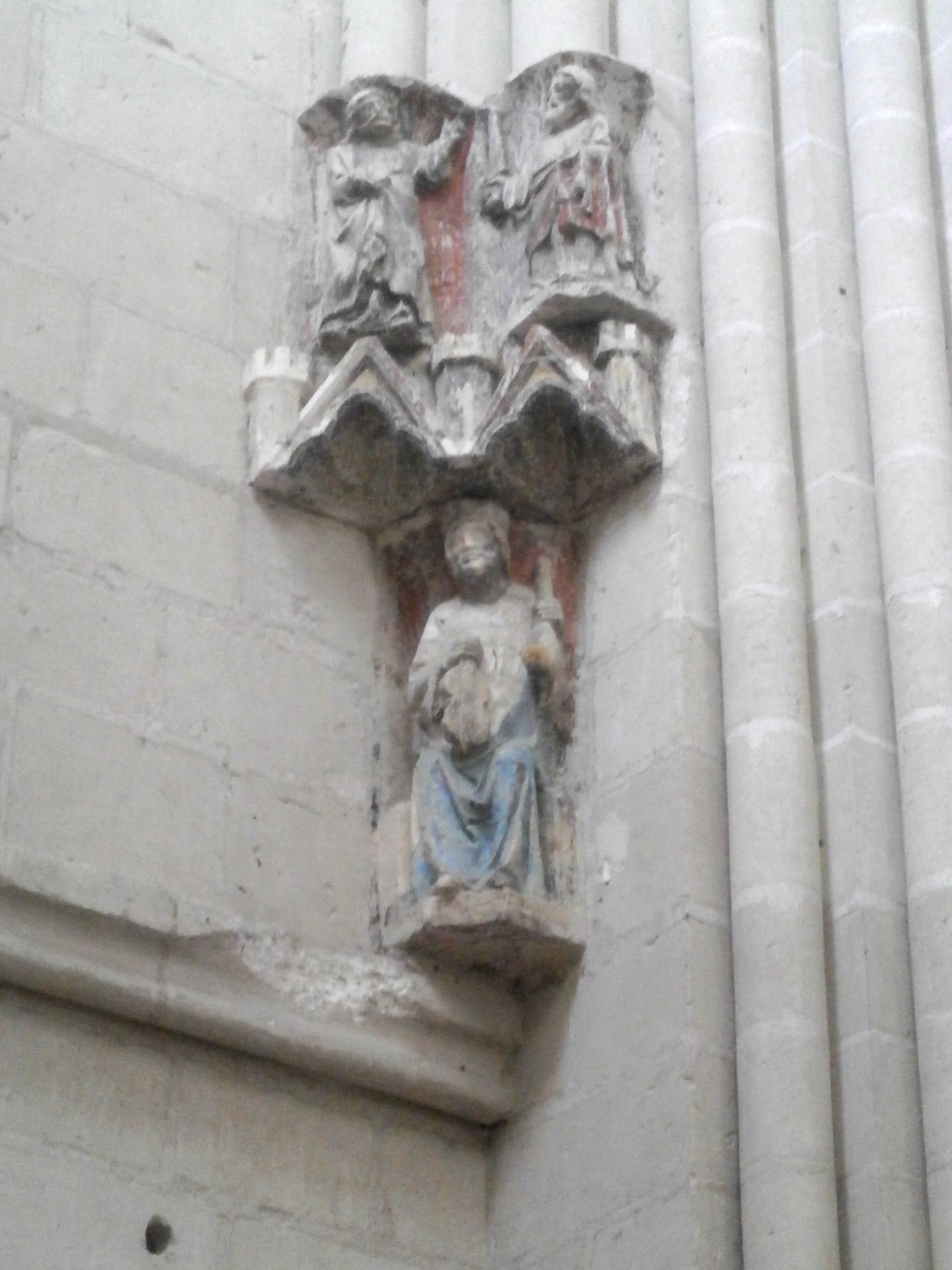
Groupe de sculptures soutenant un arc (nef).
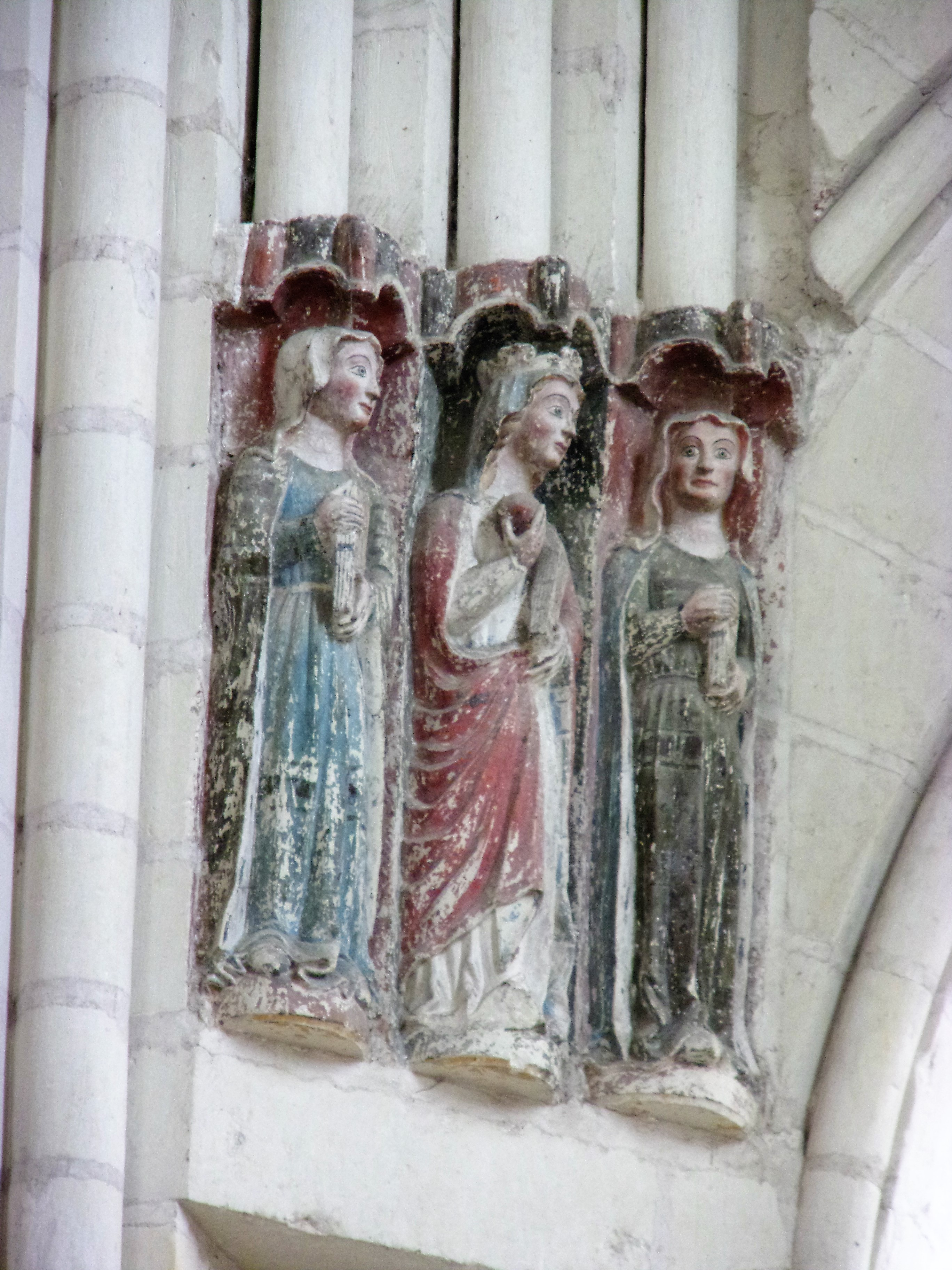
Trois personnages féminins (nef).
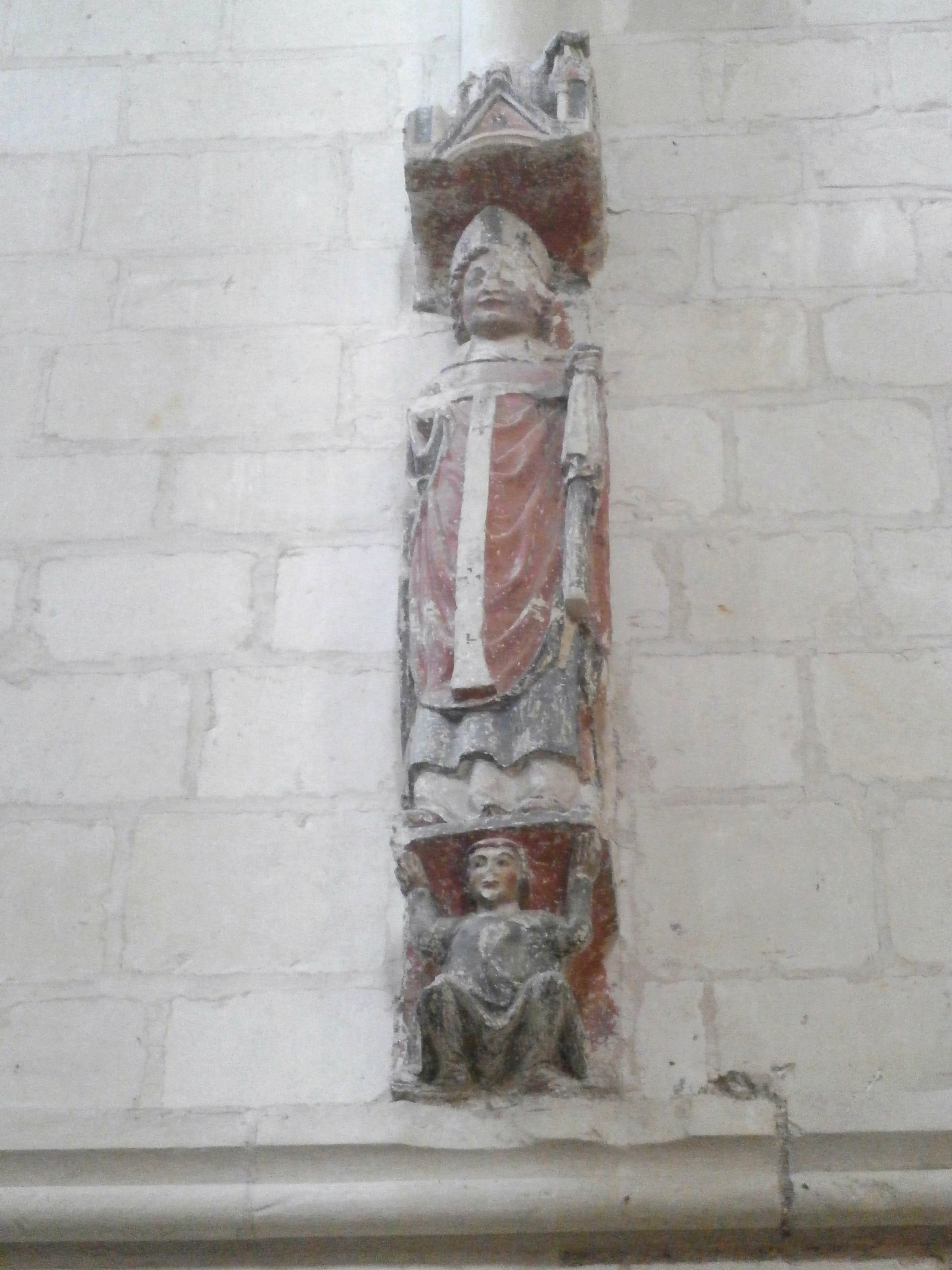
Statue d'un évêque, peut-être Martin (nef).

#### Porche nord
Le porche nord est orné, extérieurement et intérieurement, de nombreuses statues accompagnées d'un riche décor sculpté. Sara Lutan, auteure en 2002 d'une étude sur l'iconographie du porche nord, propose de voir dans une partie de ces statues une représentation symbolique des membres de la dynastie des Plantagenêt dont l'influence est primordiale dans tout l'Ouest de la France du milieu du XIIe siècle et au tout début du XIIIe siècle, reprenant ainsi l'hypothèse d'E.-R. Gish. Cette interprétation, basée sur le postulat selon lequel le porche est construit vers la fin du XIIe siècle ou vers 1215 au plus tard, ne fait pas l'unanimité. Elle semble être démentie par les observations qui montrent que le porche n'a été construit qu'après une partie de la nef dont il oblitère partiellement une des baies, donc pas avant 1225 au plus tôt avec une fin des travaux aux alentours de 1250. D'autres auteurs ont évoqué, sans plus de certitude, la figuration de rois mérovingiens.
Le décor du porche nord n'est cependant pas achevé : certains blocs destinés à devenir des statues ne sont pas même ébauchés et toutes les clés de voûte du porche sont encore brutes ; il en est de même pour le tympan surmontant la porte intérieure du porche. Anne Debal-Morche suggère que l'une des sculptures du tympan pourrait représenter saint Martin lui-même, tenant la fiole des reliques de saint Maurice d'Agaune. Trois visages, sur un chapiteau à droite du porche où ils remplacent les feuilles d'acanthe, passent pour être, selon une tradition locale transcrite en 1945, ceux de Danton, Marat et Robespierre, sculptés là par un ouvrier lors de la restauration de l'église au XIXe siècle.

Décor du porche nord.
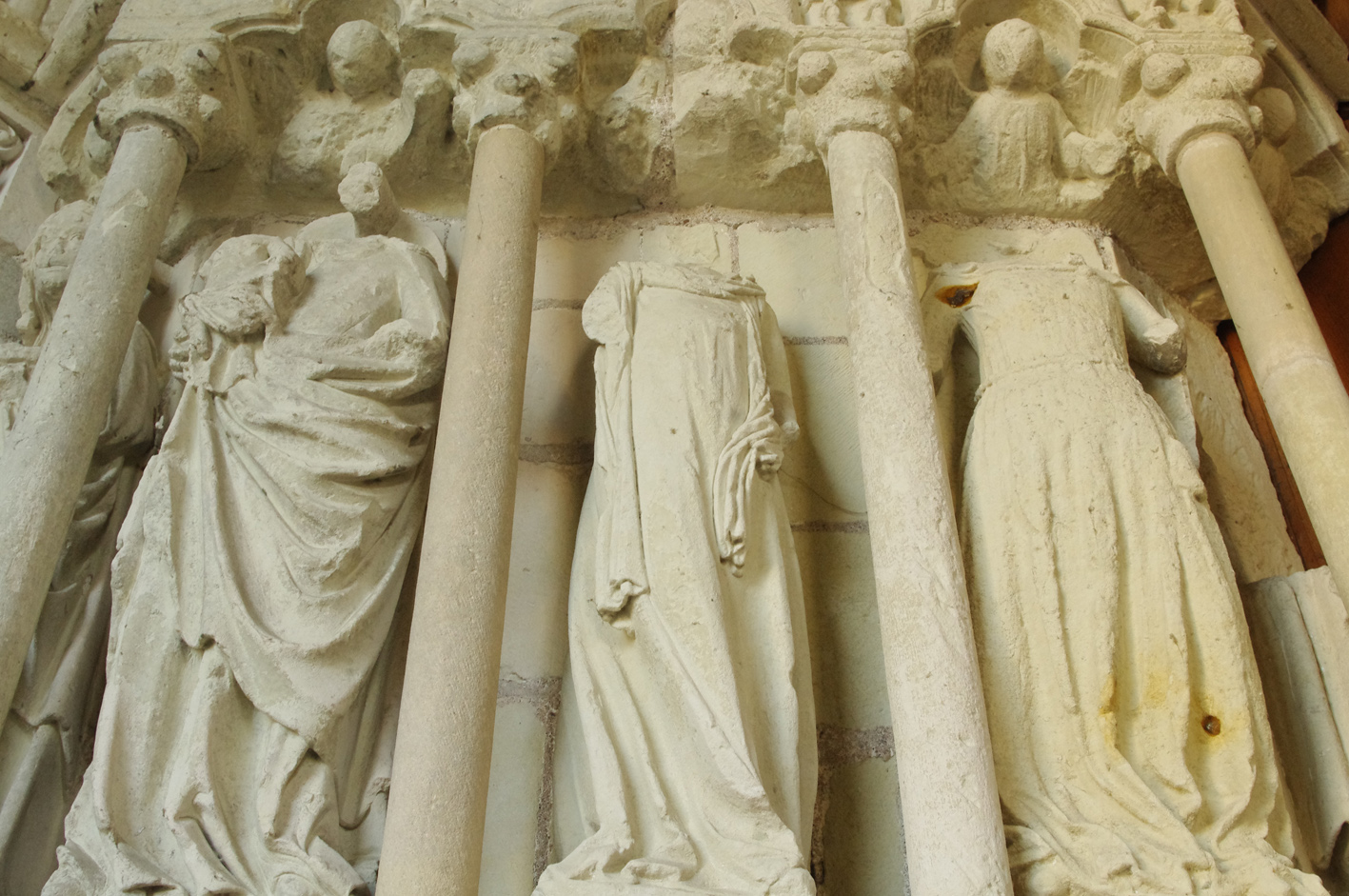
Statues achevées (façade).
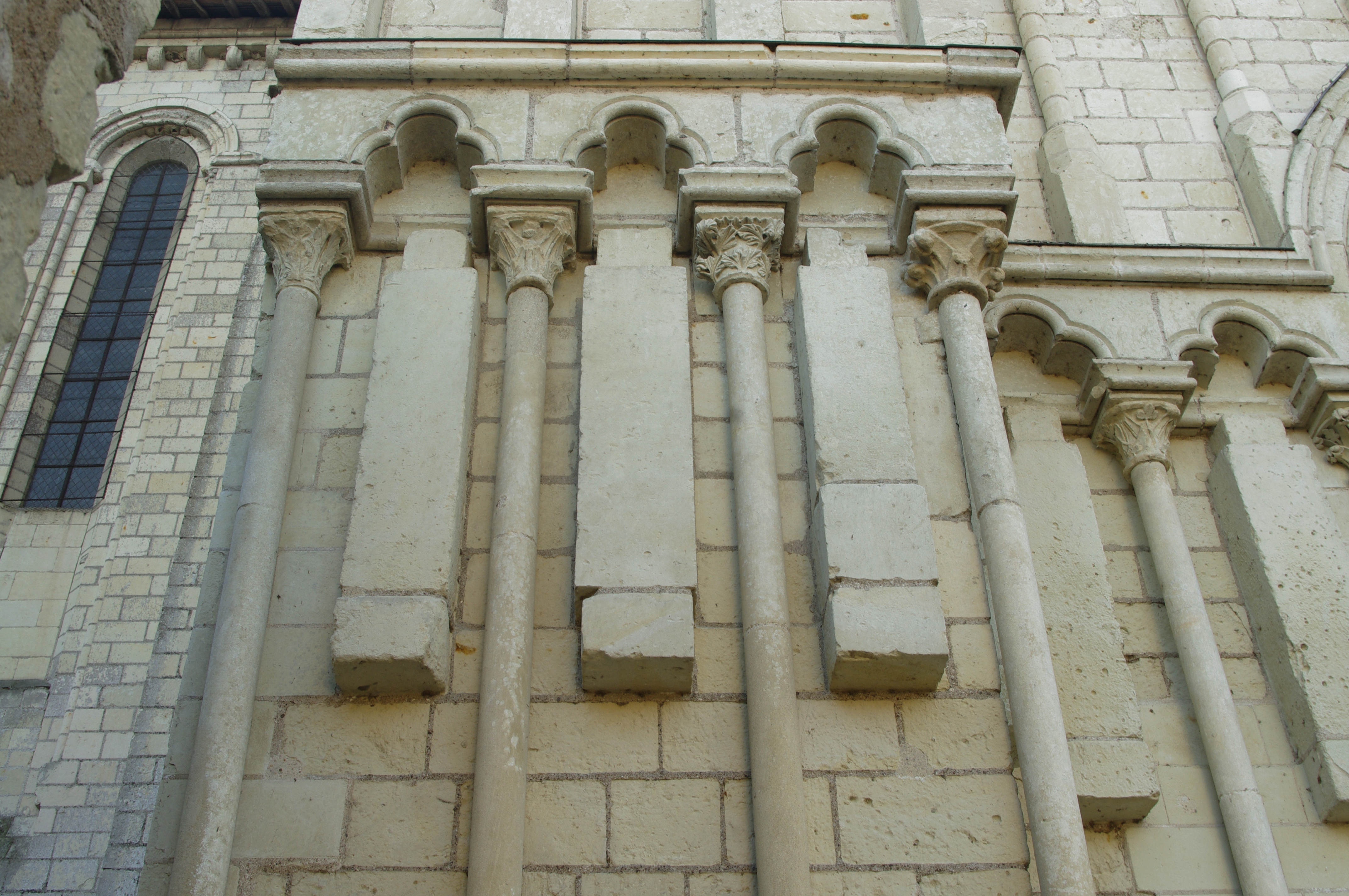
Statues inachevées (façade).
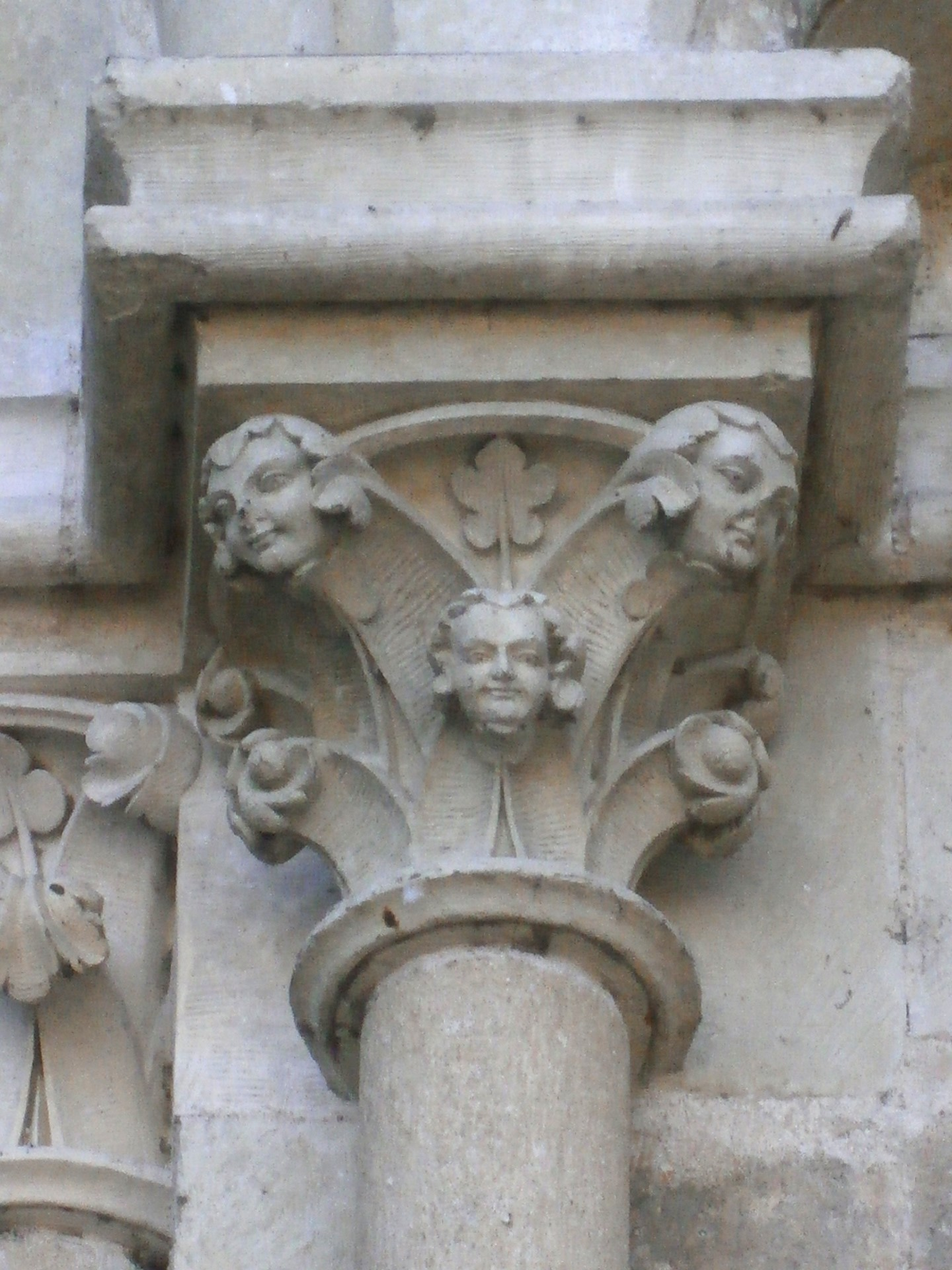
Chapiteau des révolutionnaires (façade).
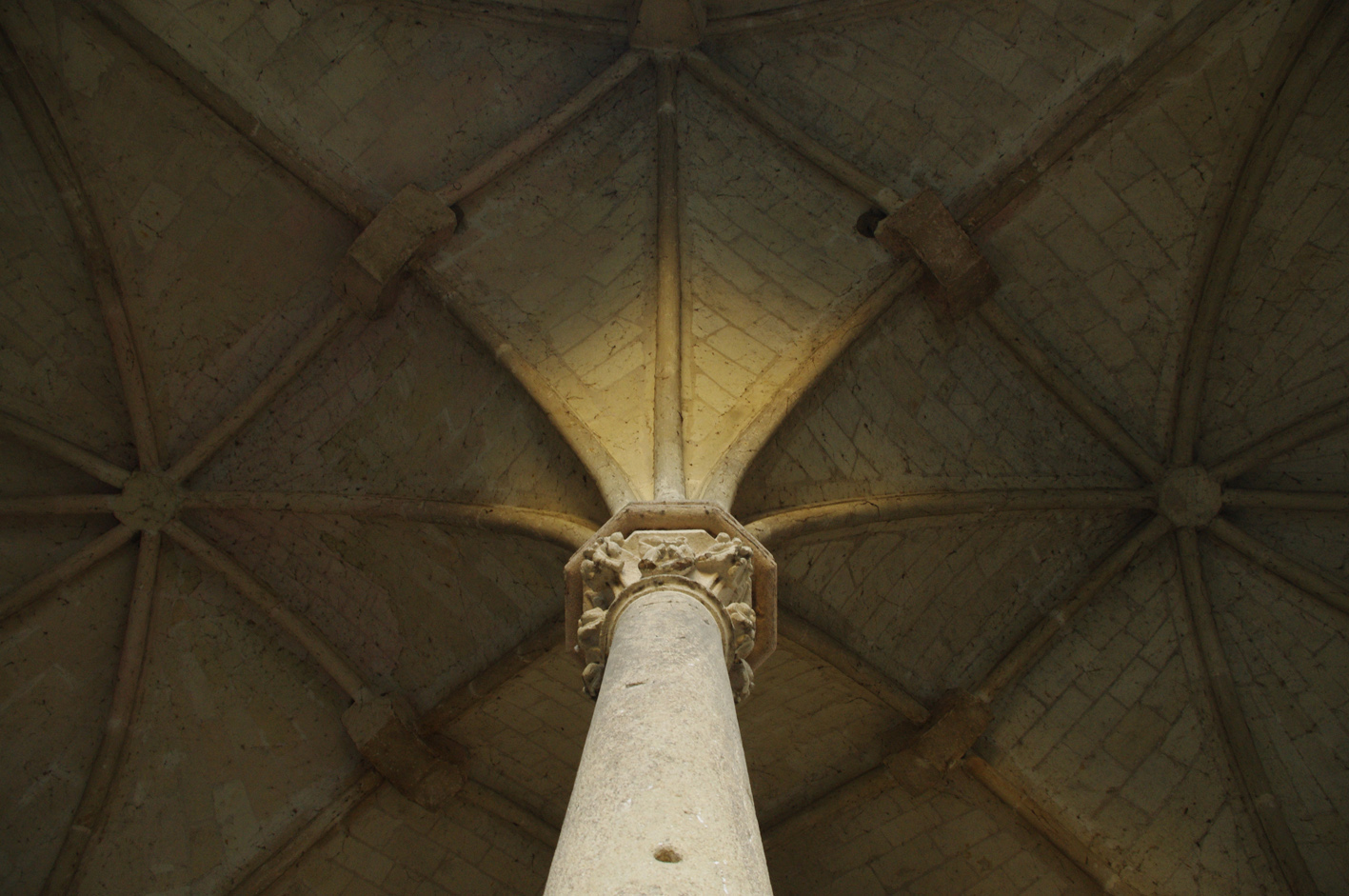
Clés de voûte brutes (intérieur).
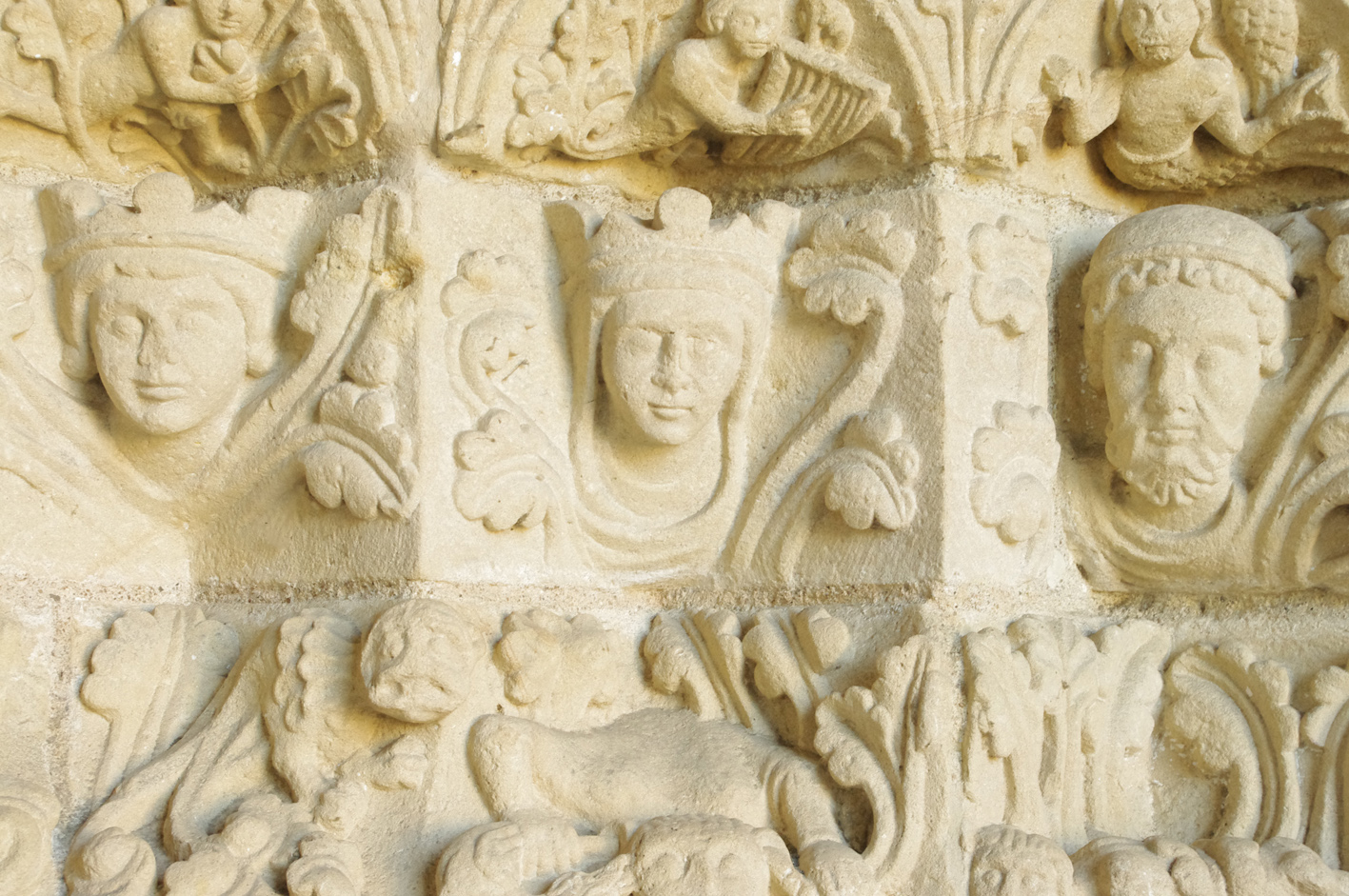
Têtes sculptées (intérieur).
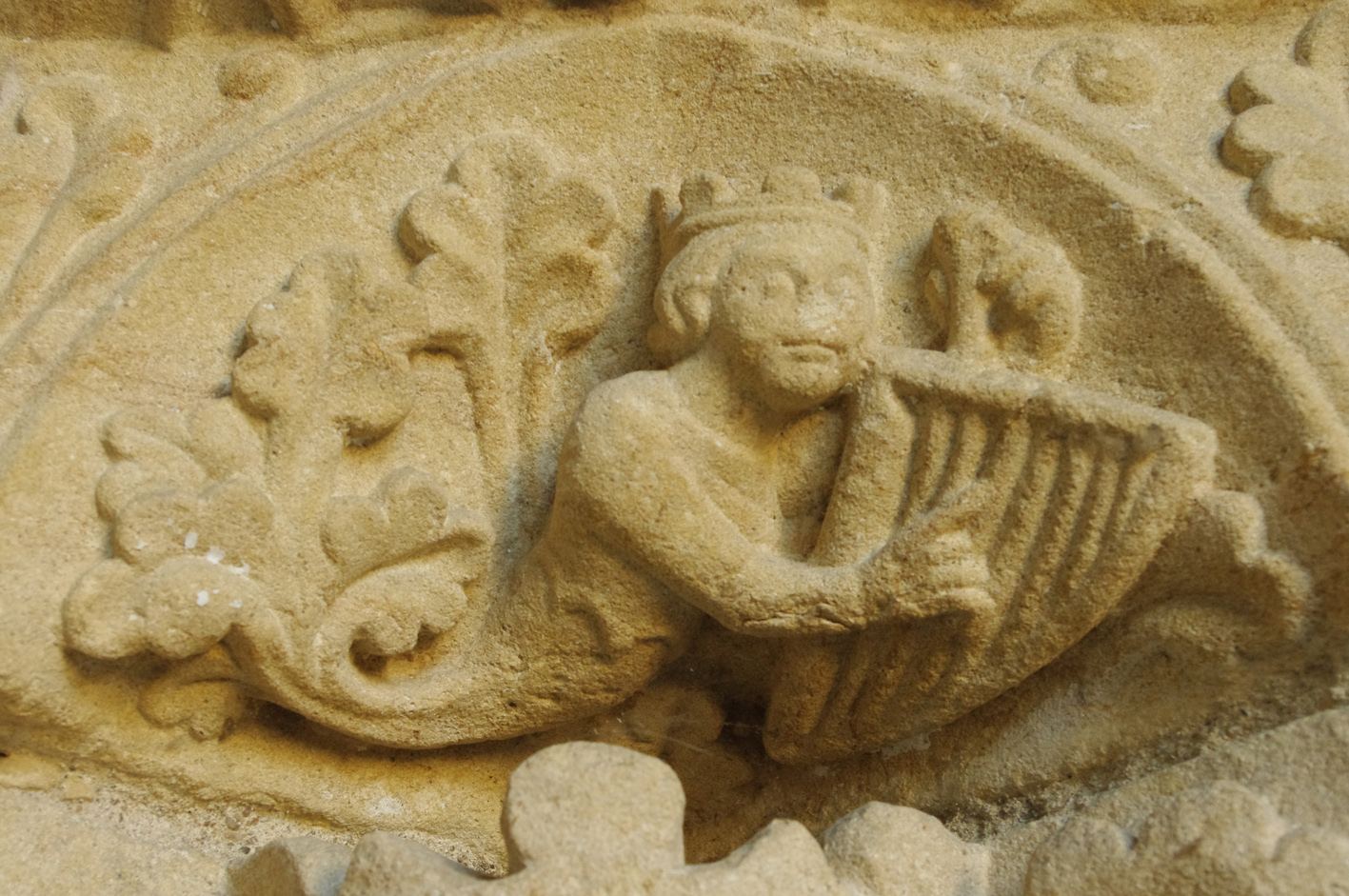
Sculpture du « roi musicien » (intérieur).

### Mobilier protégé au titre des monuments historiques
Le maître autel et son tabernacle, trois tableaux, un groupe de trois statues et une cloche figurent dans la base Palissy des objets de la collégiale protégés au titre des monuments historiques.
L'autel du XVIIIe siècle, plaqué de marbre noir — c'est le seul mobilier liturgique préservé de la collégiale au XVIIIe siècle —, est décoré en son centre d'une colombe sur fond rayonnant. Le tabernacle, posé sur l'autel, est surmonté d'un Christ en croix (inscrit en 1994). Jusqu'aux remaniements du XIXe siècle, il n'était pas adossé à l'abside (autel à la romaine) mais situé à la croisée du transept. Il comportait deux reliquaires ; celui tourné vers le chœur a disparu.
Les trois tableaux représentent Le Baptême du Christ (XVIe siècle, inscrit en 1990), Saint Paul terrassé sur le chemin de Damas (XVIIe siècle, inscrit en 1990) et La charité de saint Martin, par Antoine Rivoulon (1837, classé en 1995, avec son cadre). En 2017, seul ce dernier tableau est visible par le public au-dessus de l'entrée de la chapelle Saint-Martin ; les deux autres sont conservés dans la sacristie, non accessible.
Les statues du XVIIe siècle, en terre cuite sur support de bois peint forment un groupe composé d'un Christ en croix encadré par la sainte Vierge et saint Jean (classé en 1921). De par leurs caractéristiques, elles semblent provenir d'ateliers de sculpture sur terre cuite du Maine, et peut-être celui de Gervais Delabarre et de ses enfants, dans la première moitié du XVIIe siècle. Ces statues ont été placées à l'entrée de la nef, côté nord, après 1715.
La cloche en bronze, fondue en 1728 pour être installée dans le clocher reconstruit, est baptisée « Marie-Louise » par l'archevêque de Tours Louis-Jacques Chapt de Rastignac et par la princesse Henriette-Louise de Bourbon-Condé (classée en 1913). Elle est restaurée en 2013.

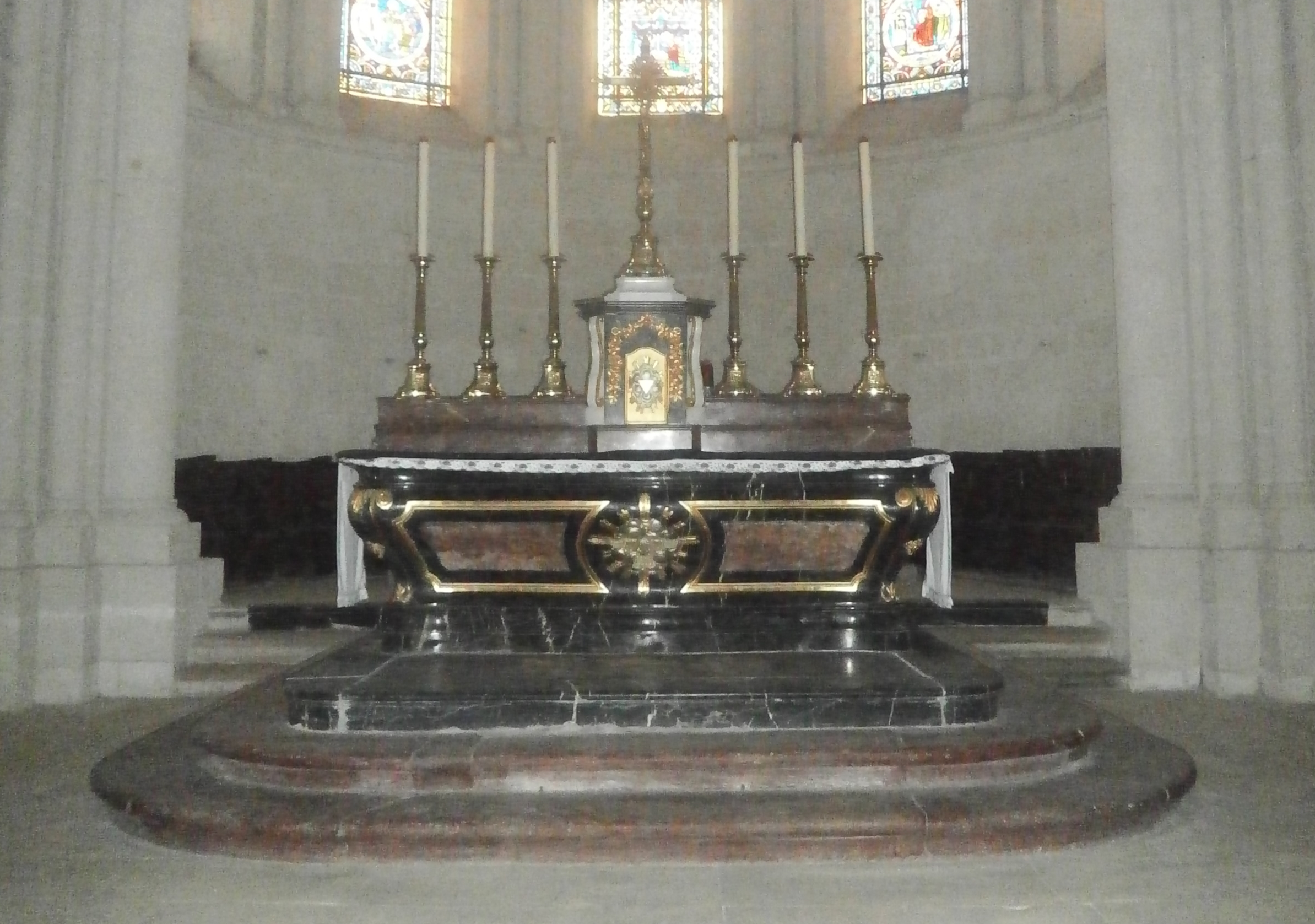
Maître autel et son tabernacle.
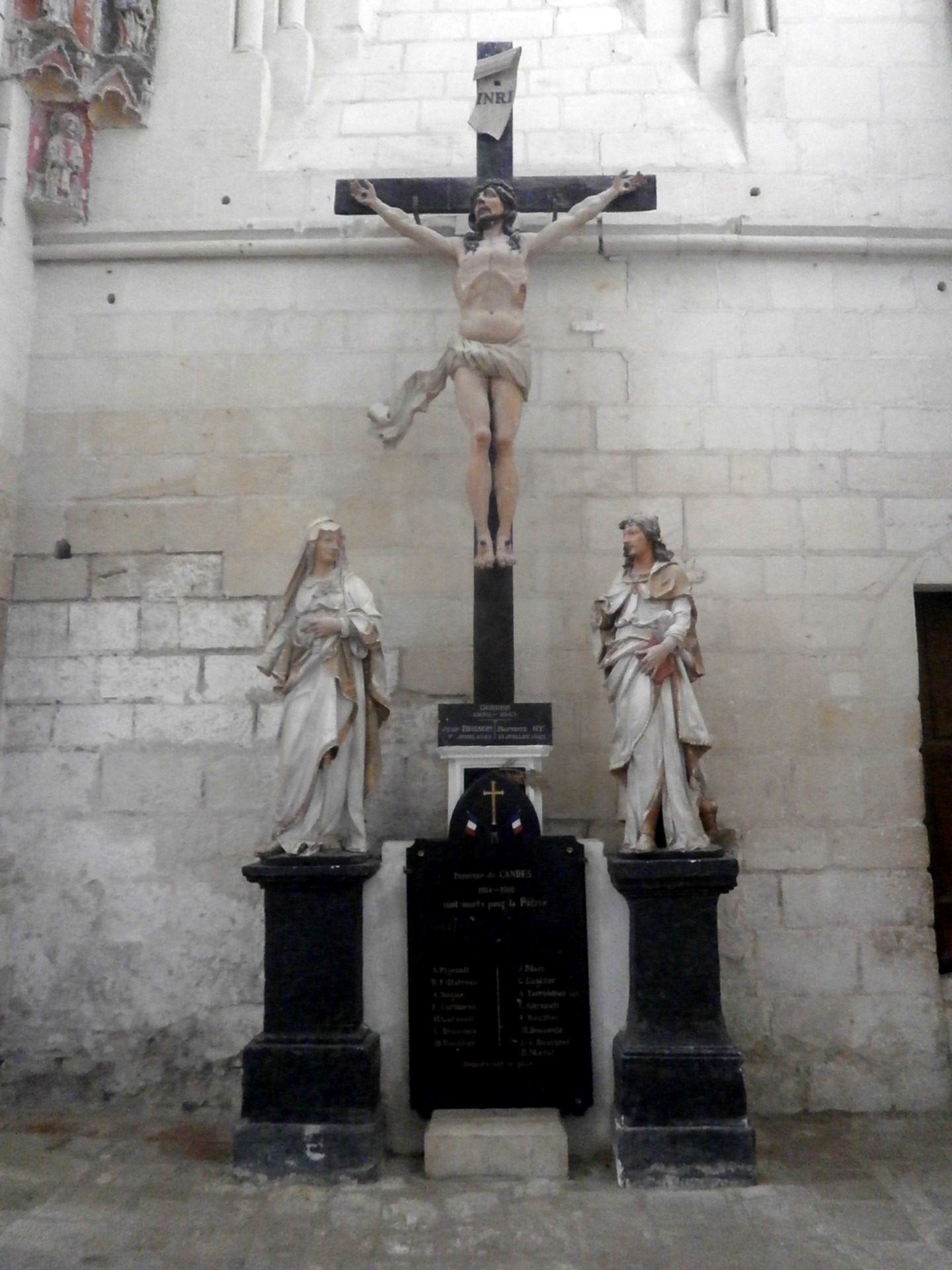
Groupe de statues.
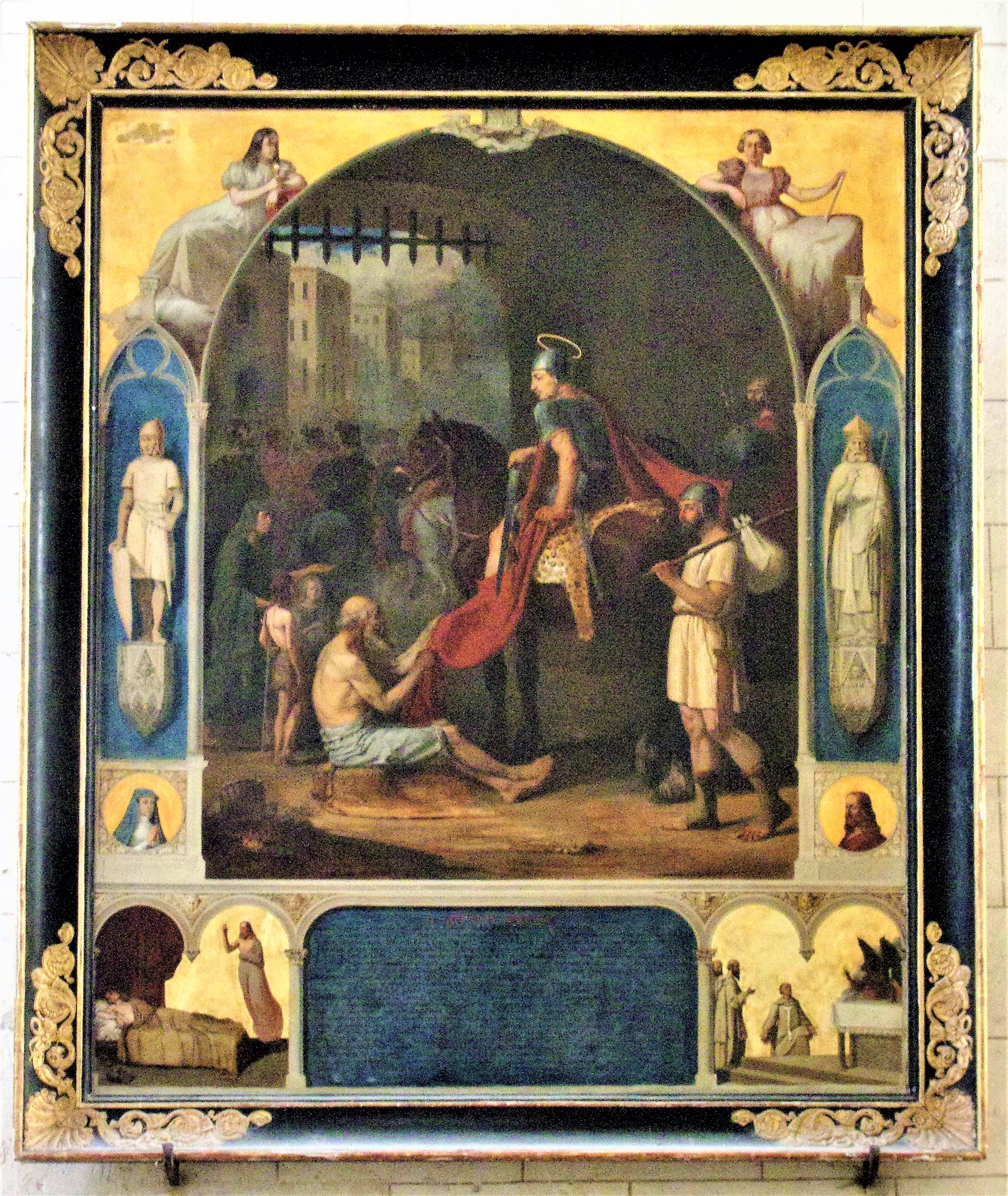
La charité de saint Martin, par Antoine Rivoulon.

## Études architecturales et historiques
Cette liste d'études n'est pas exhaustive. Elle est limitée à celles plus particulièrement consacrées à la collégiale de Candes-Saint-Martin, et ayant fait l'objet d'une large diffusion.
L'abbé Henri Bas est l'auteur, à la fin du XIXe siècle ou au début du XXe siècle, d'une notice récapitulative sur l'histoire de Candes dans laquelle il consacre une large part à la collégiale, pour ce qui semble être la première publication synthétique sur ce sujet ; ce document a fait l'objet de plusieurs rééditions.
En 1948, le Congrès archéologique de France se déroule à Tours. Dans les actes de ce congrès publiés l'année suivante, André Mussat consacre un long article à la collégiale de Candes-Saint-Martin, dans lequel il étudie les éléments de décor : il met ainsi en évidence l'intervention de plusieurs équipes de sculpteurs, chacune dirigée par un « maître ».
C'est en 1997 qu'Yves Blomme étudie la place de la collégiale dans le corpus des édifices caractéristiques du style « gothique de l'Ouest ». L'étude est publiée dans les actes du Congrès archéologique de France Monuments en Touraine.
En 2002, Sara Lutan-Hassner présente une thèse de doctorat intitulée The Gothic Sculpture of the Collegiate Church of St. Martin in Candes and the Artistic Traditions of Western France et consacrée à l'étude du porche nord de la collégiale, de son décor et de sa symbolique. La thèse n'est pas intégralement diffusée, mais son auteure la synthétise dans des articles publiés ultérieurement.
Claude Boissenot est l'auteur, en 2011, de la thèse La place de la collégiale de Candes-Saint-Martin dans l'Ouest de la France. Le contenu de cette thèse, qui n'est pas intégralement publié, est toutefois repris par plusieurs historiens dans des articles de synthèse.
Le livre écrit par Bertrand Lesoing sur La Collégiale de Candes-Saint-Martin en 2016, seul ouvrage à lui être intégralement consacré, fait le point des connaissances au sujet de ce monument, mais aussi des questions restées sans réponse à cette date.

## Héraldique et arts
| - Candes par les frères Rouargue (1850). - La collégiale par Albert Robida (1891). |

Les armoiries de la collégiale de Candes étaient ainsi blasonnées : « d'azur à un saint Martin à cheval ; suivi du diable en forme de pauvre auquel il donne un manteau, le tout d'or et autour ces mots : SANCTE MARTINE ».
Au XIXe siècle, des peintres comme Paul-Désiré Trouillebert et des dessinateurs comme les frères Rouargue ou Albert Robida ont reproduit la collégiale de Candes dans leurs œuvres, soit en tant que sujet principal, soit comme élément d'un paysage plus large.
La collégiale de Candes-Saint-Martin a servi de décor au tournage de scènes du film franco-italien de Bernard Borderie, Hardi ! Pardaillan, sorti en 1964.